# Trésor national (Japon)
Vous lisez un « article de qualité » labellisé en 2017.
Pour les articles homonymes, voir Trésor (homonymie).
Cet article concerne les trésors nationaux au Japon. Pour les trésors nationaux en France, voir Trésor national (France).
Un trésor national (国宝, kokuhō) est, au Japon, un bien culturel important d'une valeur exceptionnelle et de portée universelle appartenant au patrimoine culturel matériel de la nation. Depuis 1950, le ministère de l'Éducation, de la Culture, des Sports, des Sciences et de la Technologie dispose de l'arsenal législatif nécessaire pour inventorier et classer les biens culturels du pays, et mettre en œuvre les mesures appropriées pour leur protection et conservation.
À la fin du XIXe siècle, prenant conscience de l'intérêt de préserver les témoignages du passé, le gouvernement japonais formule les premières dispositions légales visant à protéger les édifices religieux anciens. Une loi, promulguée en 1897, établit la définition juridique d'un trésor national. Au cours du XXe siècle, les législateurs élargissent celle-ci aux œuvres architecturales civiles, aux œuvres scripturales anciennes et à celles des beaux-arts et de l'artisanat, et ils précisent les critères de classement au titre de trésor national. La loi sur la protection des biens culturels de 1950, notamment, fixe les fondements de la politique patrimoniale du Japon.
Au début du troisième millénaire, le patrimoine national japonais comprend plus d'un millier de trésors nationaux, distingués parmi plus de quinze mille biens culturels matériels importants et dont quelques-uns sont inscrits sur la liste du patrimoine de l'humanité établie par l'UNESCO.
La région du Kansai, la ville de Kyoto en particulier, concentre, sur ses sites historiques, dans ses musées, ses temples bouddhiques et sanctuaires shintō, une part importante des trésors nationaux du Japon.

## Origine d'un concept

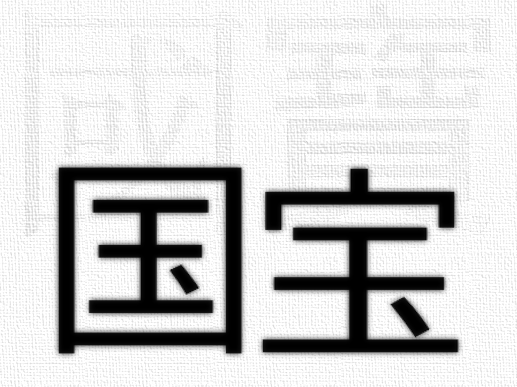
国宝 : les deux sinogrammes associés pour créer l'expression « trésor national », forme simplifiée d'une graphie plus ancienne : 國寶.

Le terme « 国宝 (kokuhō) », « trésor national », est utilisé au Japon bien avant son introduction, à la fin du XIXe siècle, dans le cadre législatif national pour définir les biens culturels du patrimoine national les plus importants.
Au début du IXe siècle, le moine Saichō (767 – 822), fondateur de la branche Tendai du bouddhisme, élabore une classification des adeptes de l'enseignement du « Grand Véhicule » et désigne « trésor du pays » tout bouddhiste émérite, proche de l'éveil. Il tire son inspiration des écrits bouddhistes importés de Chine, eux-mêmes influencés par les préceptes sur la vertu du philosophe chinois de l'antiquité : Bokushi (479 – 392 av. J.-C.). Cette acception du terme « kokuhō » correspond à l'usage de l'expression « trésor national vivant » (人間国宝, Ningen Kokuhō), apparue au milieu du XXe siècle,.
D'autres sens du terme affirment la valeur sacrée d'objets dont la possession confère une autorité éminente. Au XIIIe siècle, le maître zen Dōgen (1200 – 1253), fondateur de l'école Sōtō du bouddhisme zen au Japon, rapporte de son pèlerinage initiatique en Chine un « lourd trésor du pays » : une relique sacrée de Bouddha, héritage d'un maître bouddhiste chinois,. De même, dès la fondation mythique de l'archipel japonais au VIIe siècle av. J.-C., les Trois Trésors sacrés du Japon constituent des « trésors du pays », symboles légitimant le règne de la lignée impériale issue de l'empereur Jinmu, à l'image des trésors dynastiques de la Chine antique, attributs du pouvoir religieux ou politique, transmis de génération en génération,. Ces deux derniers sens de l'expression « trésor du pays » sont à l'origine du concept de « trésor national » qui ne concerna d'abord que des objets religieux précieux, appartenant majoritairement au culte bouddhique, puis, à partir du début du XXe siècle, permit de distinguer dans le vaste inventaire du patrimoine culturel national du Japon les biens matériels d'une valeur historique ou artistique exceptionnelle,.

## Histoire

### Avant l'ère Meiji
Jusqu'à l'ouverture de l'ère Meiji (1868 – 1912), le concept de « patrimoine national » n'existe pas au Japon. La conservation, l'étude, le recensement et la présentation au public de biens culturels sont l'apanage du clergé bouddhiste, dès l'époque de Nara (710 – 794), des prêtres des sanctuaires shintō, de l'aristocratie impériale, et, pendant l'époque d'Edo (1603 – 1868), des nobles de la cour shogunale et des familles de la classe guerrière des samouraïs influentes. Il s'agit surtout d'assurer la préservation de biens religieux : objets précieux et documents historiques.

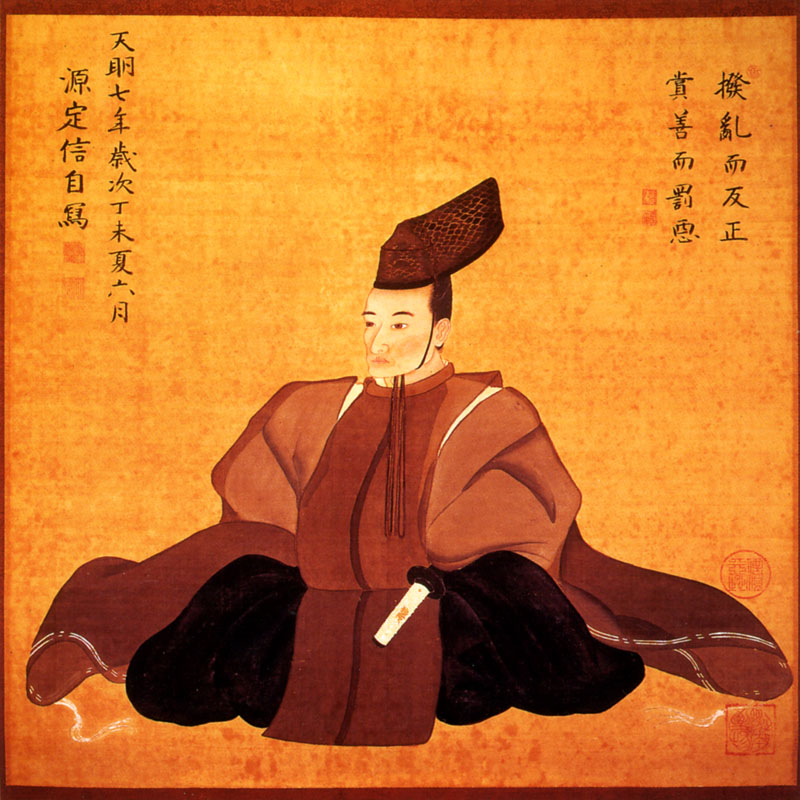
Portrait de Matsudaira Sadanobu (peinture sur soie, 1787).

À la fin du XVIIIe siècle, Matsudaira Sadanobu, qui a quitté son poste de conseiller du shogun Tokugawa Ienari en 1793, dirige un groupe d'artistes qu'il charge de réaliser, à l'échelle nationale, un inventaire du patrimoine historico-artistique. Cette initiative privée aboutit, en 1800, à la publication, sur plusieurs années, d'un catalogue gravé sur bois présentant près de 2 000 reproductions d'œuvres en tout genre : peintures, calligraphies, attirail militaire, instruments de musique, inscriptions gravées sur des objets de culte, objets en bronze,, etc.
Lorsque la politique d'isolement volontaire, mise en place par Tokugawa Iemitsu, troisième shogun de la dynastie Tokugawa, prend fin en 1853, le Japon commence à développer des échanges diplomatiques et commerciaux avec les États-Unis et des pays d'Europe. Des diplomates japonais envoyés en mission à l'étranger découvrent, entre autres, les institutions muséales américaines, anglaises et françaises.
Le penseur Fukuzawa Yukichi, qui accompagna en tant qu'interprète une délégation diplomatique japonaise au début des années 1860, écrit dans le premier volume de son livre Situation de l’Occident, paru en 1866 : « Les musées sont destinés à réunir des produits naturels, des antiquités et des curiosités du monde entier, afin de les présenter au public et d’enrichir ainsi ses connaissances. » Ce n'est cependant qu'après la révolution de Meiji, qui débute en 1867, qu'un État centralisé, en voie de modernisation, entreprend de conserver de manière systématique les chefs-d'œuvre du pays et de constituer un patrimoine culturel national.

### Ère Meiji

#### Chefs-d'œuvre en péril

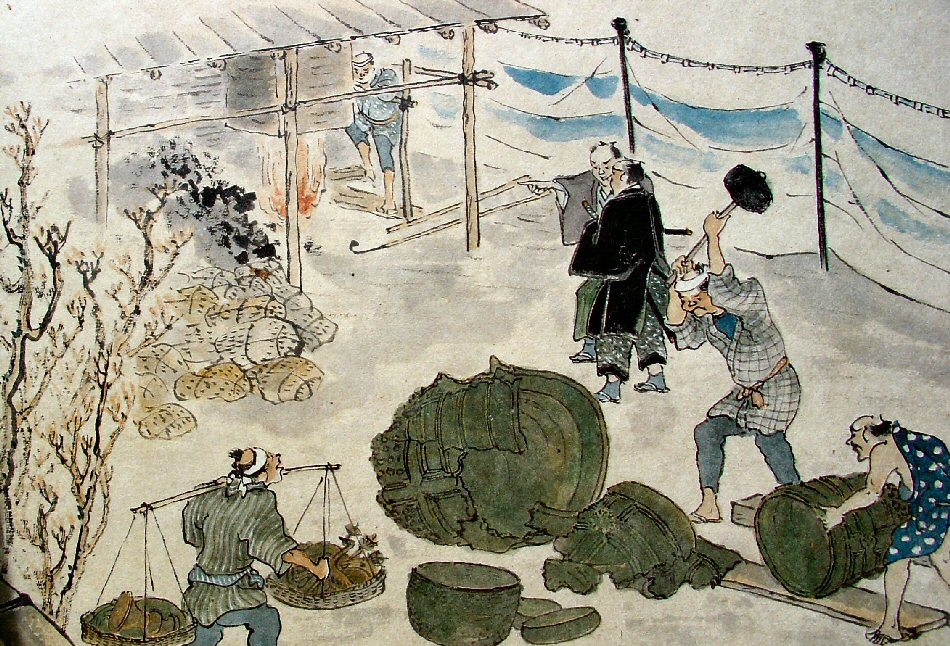
Destruction d'un temple bouddhique à Nishio (Tanaka Nagane, 1911).

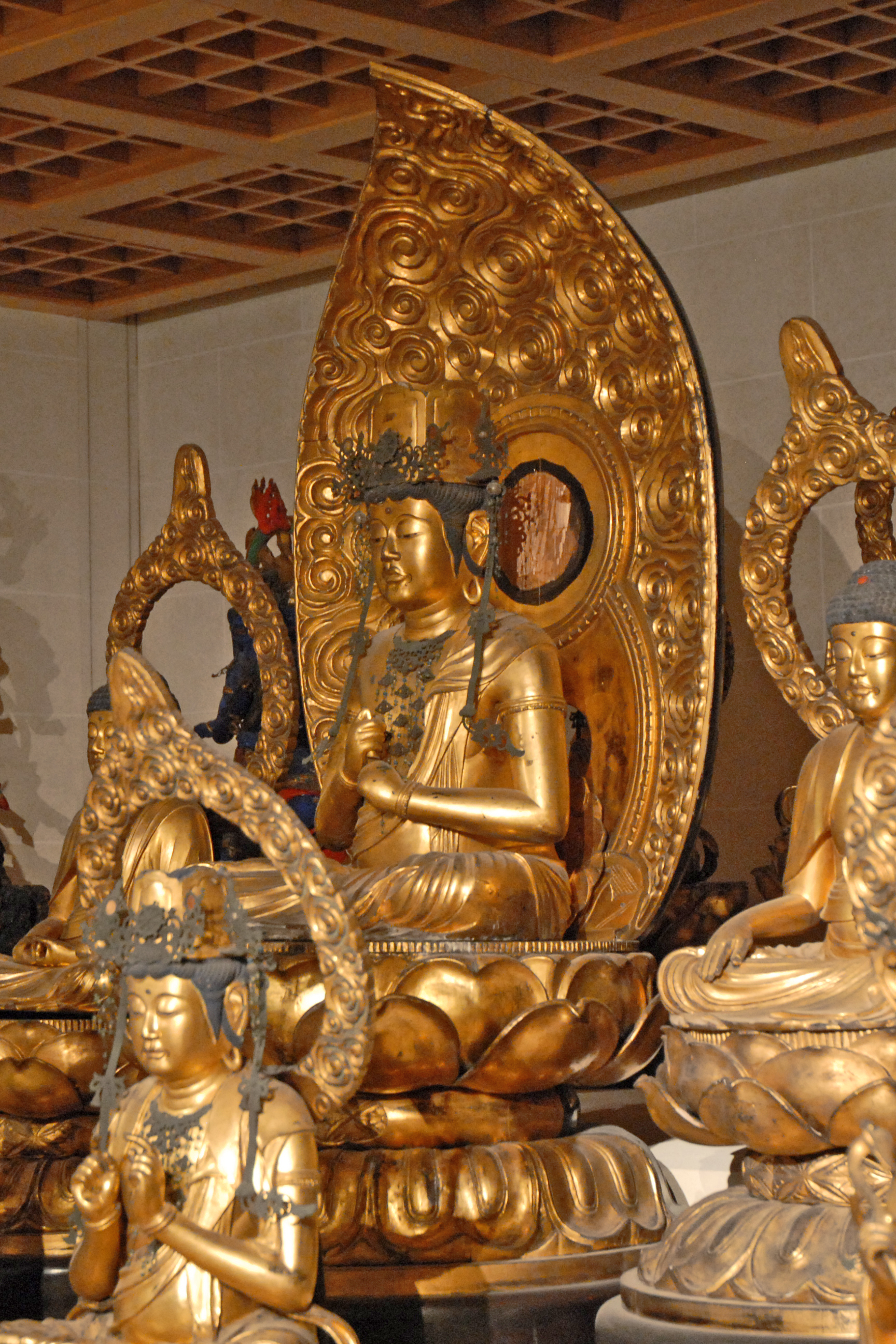
Grand mandala en bois du Tō-ji de Kyoto, rapporté du Japon par le collectionneur français Émile Guimet en 1877.

Le gouvernement de Meiji, issu de la révolution du même nom, instaure un shintoïsme d'État. Dès 1868, la promulgation d'une série d'ordonnances sur la ségrégation entre le shintō et le bouddhisme entraîne dans tout le pays le retour en force du mouvement Haibutsu kishaku, un courant de pensée qui prône l'expulsion du bouddhisme du pays. Des lieux de culte bouddhique sont détruits et une grande partie du patrimoine religieux des temples est dispersée,, ; de nombreux biens culturels anciens sont notamment exportés vers l’étranger, les pièces de grande valeur venant enrichir, parmi d'autres, les collections du musée Guimet de Paris, du musée des beaux-arts de Boston et du musée national d'ethnologie de Leyde aux Pays-Bas,. De plus, prenant le monde occidental comme étalon de la modernité, le nouveau pouvoir, installé à Tokyo, impulse une occidentalisation à marche forcée du pays ; cela se traduit concrètement par une remise en question, voire un rejet, des valeurs et des traditions autochtones et une amplification de l'abandon du patrimoine ancestral,. Bien plus que la confrontation avec l'Ouest, cette vague de destruction et d'abandon de biens de valeur culturelle et historique alarme des personnalités du pays et fait prendre conscience au pouvoir en place de la nécessité de définir une politique patrimoniale,.

#### Premières mesures de protection du patrimoine national

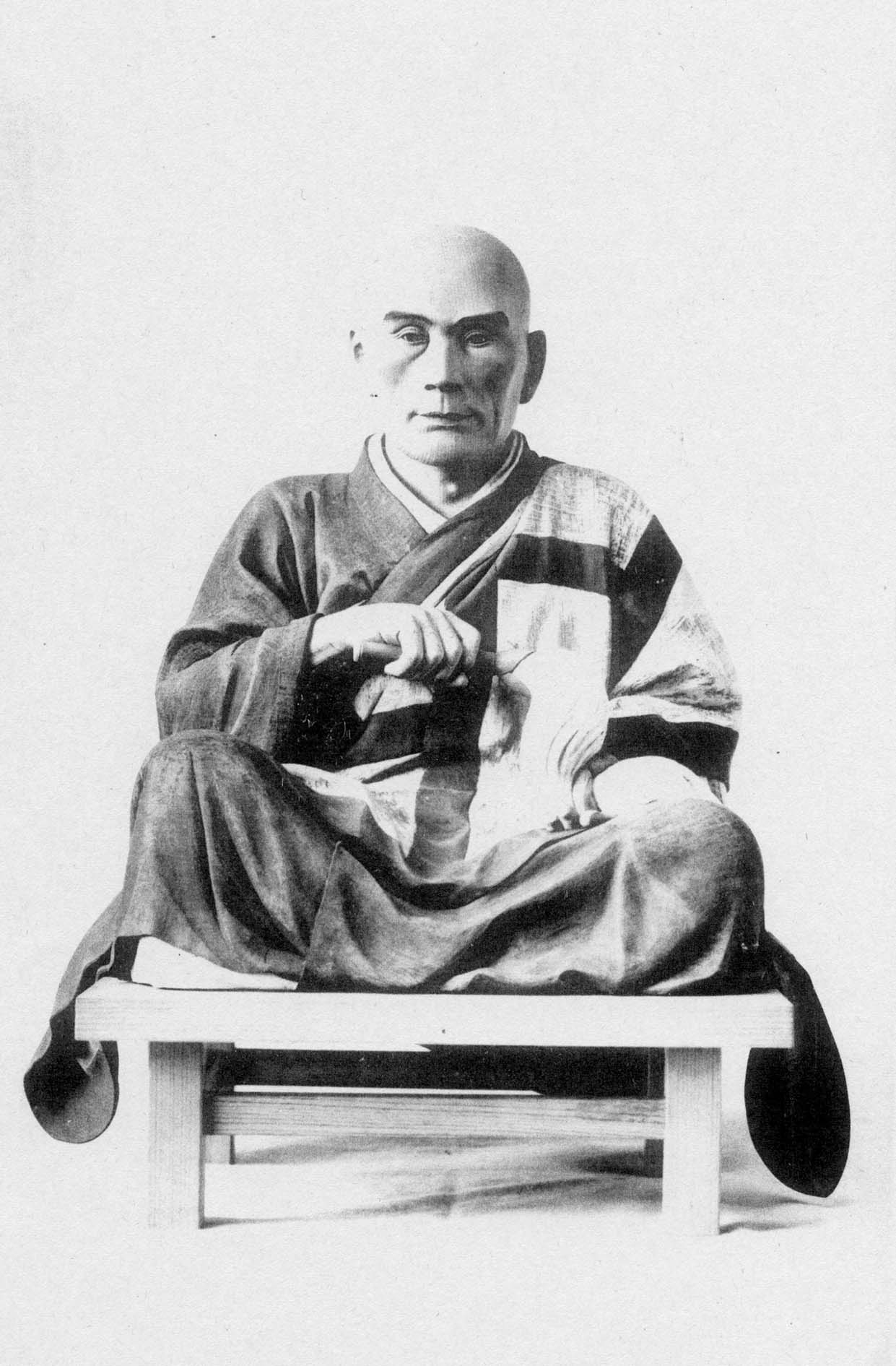
Statue de Machida Hisanari (Musée national de Tokyo, 1912).

En 1865, Machida Hisanari est un de ces jeunes hommes qui ont quitté le Pays du Soleil levant pour un voyage d'études en Europe. Séjournant deux ans en Angleterre, il visite le plus que centenaire British Museum, où il se familiarise avec le concept de patrimoine culturel et mesure l'impact sur le public des programmes éducatifs et culturels muséaux,. De retour au Japon, il devient, en 1870, secrétaire d'État dans un ministère de l'Éducation embryonnaire. À ce poste, dans les hautes sphères du pouvoir, il s'emploie à faire cesser la dévastation du patrimoine historique national. En mai 1871, suivant une recommandation de son ministère, l'État annonce un train de mesures visant à la protection des biens culturels anciens du pays ; le bureau muséographique, une agence gouvernementale rattachée au tout nouveau ministère de l'Instruction publique, est chargé de les mettre en œuvre sous sa direction,.
La note de Hisanari adressée au ministère des Affaires suprêmes, l'organe central du nouveau régime attaché à la promulgation de la législation de Meiji, expose ses inquiétudes quant à la disparition d'antiquités « pouvant servir de témoignage pour l'étude du passé » et met en avant « l'existence, dans les différents pays d'Occident, de musées d'antiquités, qui permettent de fournir des éléments pour connaître l'évolution historique, ainsi que les institutions et la civilisation matérielle des temps anciens ». Une des premières actions concrètes du bureau des musées consiste à dresser l'inventaire des objets anciens dans toutes les provinces du pays, à la manière du Recueil de dix sortes d'antiquités de Matsudaira Sadanobu, publié 70 ans plus tôt,,. Cependant, cette entreprise ambitieuse n'a pas pu être menée à son terme faute de ressources financières suffisantes. En outre, les priorités du gouvernement de Meiji concernent moins la protection des richesses patrimoniales du pays que la mise sous tutelle des institutions religieuses, le repérage d'objets de valeur susceptibles d'être exposés ou vendus lors de manifestations culturelles de prestige organisées à l'étranger, comme les Expositions universelles de 1873 à Vienne et de 1876 à Philadelphie, et l'identification d'œuvres à promouvoir comme modèles idéaux pour l'artisanat d'exportation.
Ces dernières visées gouvernementales, purement commerciales, se calquent sur des pratiques mises en œuvre à la même époque par des gouvernements européens comme ceux de France et d'Angleterre.
À partir de 1880, le gouvernement finance la réfection des lieux saints aussi bien du bouddhisme que du shintoïsme — dès 1874, des fonds sont alloués aux sanctuaires shintō les plus importants. En quatorze ans, 539 édifices religieux sont réparés ou reconstruits.

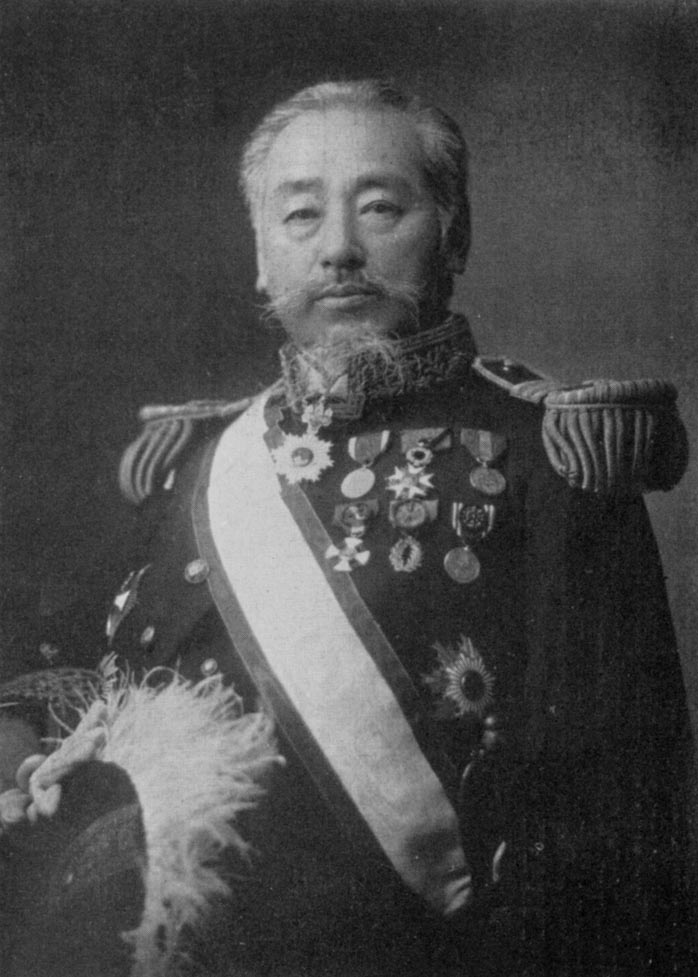
Le baron Kuki Ryūichi.

En 1881, le bureau muséographique est intégré au ministère de l'Agriculture et du Commerce, puis, en 1886, au ministère de la Maison impériale (宮内省, Kunaishō). Ce dernier, établi en 1869, assure d'abord la gestion des biens de la famille impériale. Conjointement avec le ministère de l'Intérieur, chargé des Affaires religieuses, il étend ensuite son domaine d'intervention à la protection des antiquités et des arts anciens des temples et sanctuaires nationaux,.
En 1886, le Kunaishō devient responsable de la gestion du musée national de Tokyo, fondé en 1872 ; la même année, il dirige la construction des musées impériaux de Kyoto et Nara, deux anciennes capitales impériales. De 1884 à 1897, sous la tutelle du ministère de la Maison impériale, des experts en art, dont le peintre Kanō Eitoku, l'orientaliste américain Ernest Fenollosa et l'érudit japonais Okakura Kakuzō, effectuent des recensements patrimoniaux dans tout le pays. Durant cette période, plus de 215 000 œuvres, d'une valeur artistique ou historique sont enregistrées sur catalogue et passent sous le contrôle de l'État — les œuvres importantes acquises sont réparties dans les trois grands musées nationaux —, et le bureau d’enquête provisoire sur les trésors du pays, inauguré le 27 septembre 1888 par le Kunaishō et placé sous la direction du baron Kuki Ryūichi, est la première institution étatique japonaise à réaliser un « classement des œuvres d’art selon une échelle de valeurs fixée par l’État »,,.

#### Premiers classements au titre de trésor national

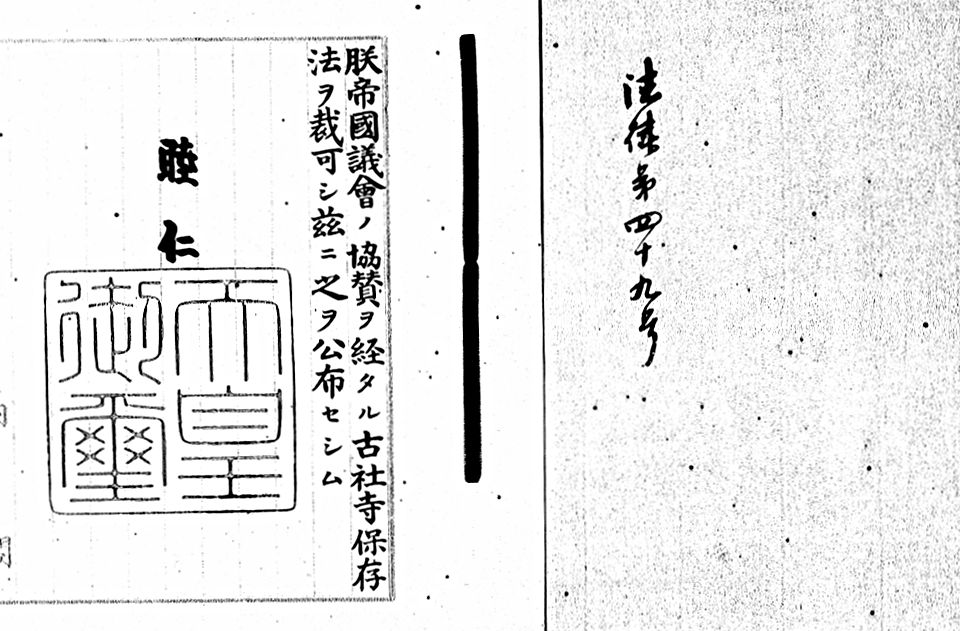
Signature de l'empereur Meiji et Sceau privé du Japon sur le texte original de la loi no 49 du 10 juin 1897 portant sur la protection des sanctuaires et temples anciens.

En 1896, le ministère de l'Intérieur met en place un comité pour la protection des édifices religieux anciens à la tête duquel il place l'architecte Itō Chūta. Le 10 juin 1897, il promulgue une loi portant sur la protection des sanctuaires et temples anciens, ; l'expression « trésor national » (国宝, kokuhō), qui apparaît pour la première fois dans un document officiel, se trouve ainsi juridiquement définie : elle qualifie toute œuvre d'importance artistique ou historique exceptionnelle selon des critères établis par l'État,,. Les critères de sélection des œuvres retenues par le législateur japonais s'inspirent à la fois des normes académiques dominantes dans l'Europe du XIXe siècle et des canons valorisés par le mouvement intellectuel des « Études nationales » né au Japon à l'époque d'Edo. À la même époque, parmi les pays du monde, seuls quelques-uns, tous européens, sont dotés d'une législation équivalente ; c'est le cas, par exemple, de l'Angleterre, de la France et de la Grèce.
La loi sur la protection des sanctuaires et temples anciens dispose que des mesures spéciales, notamment d'ordre financier, doivent être prises pour assurer la protection et la conservation des biens culturels classés « trésors nationaux », interdit la vente de ces derniers — des sanctions sont prévues en cas de manquement à la réglementation —, et précise les modalités de présentation publique et périodique des œuvres classées dans les musées nationaux,,. Ainsi, dans tout le Japon, des œuvres vénérées pour leur valeur spirituelle deviennent des biens culturels nationaux aussi admirés pour leur valeur historique et artistique.
Le 28 décembre 1897, le bâtiment principal (kondō) du Hōryū-ji d'Ikaruga (préfecture de Nara), un temple bouddhique fondé au début du VIIe siècle et peu touché par la vague d'anti-bouddhisme du début de l'ère Meiji, est l'un des premiers biens culturels classés au titre de trésor national,. La même année, 44 édifices et 155 œuvres d'art religieux sont classés. De 1897 à 1929, dans le cadre de la nouvelle loi, le gouvernement japonais classe à l'inventaire des trésors nationaux 3 704 œuvres et 845 bâtiments parmi les 170 000 sanctuaires et monastères recensés à travers tout le pays.

Édifices religieux classés trésors nationaux en 1897
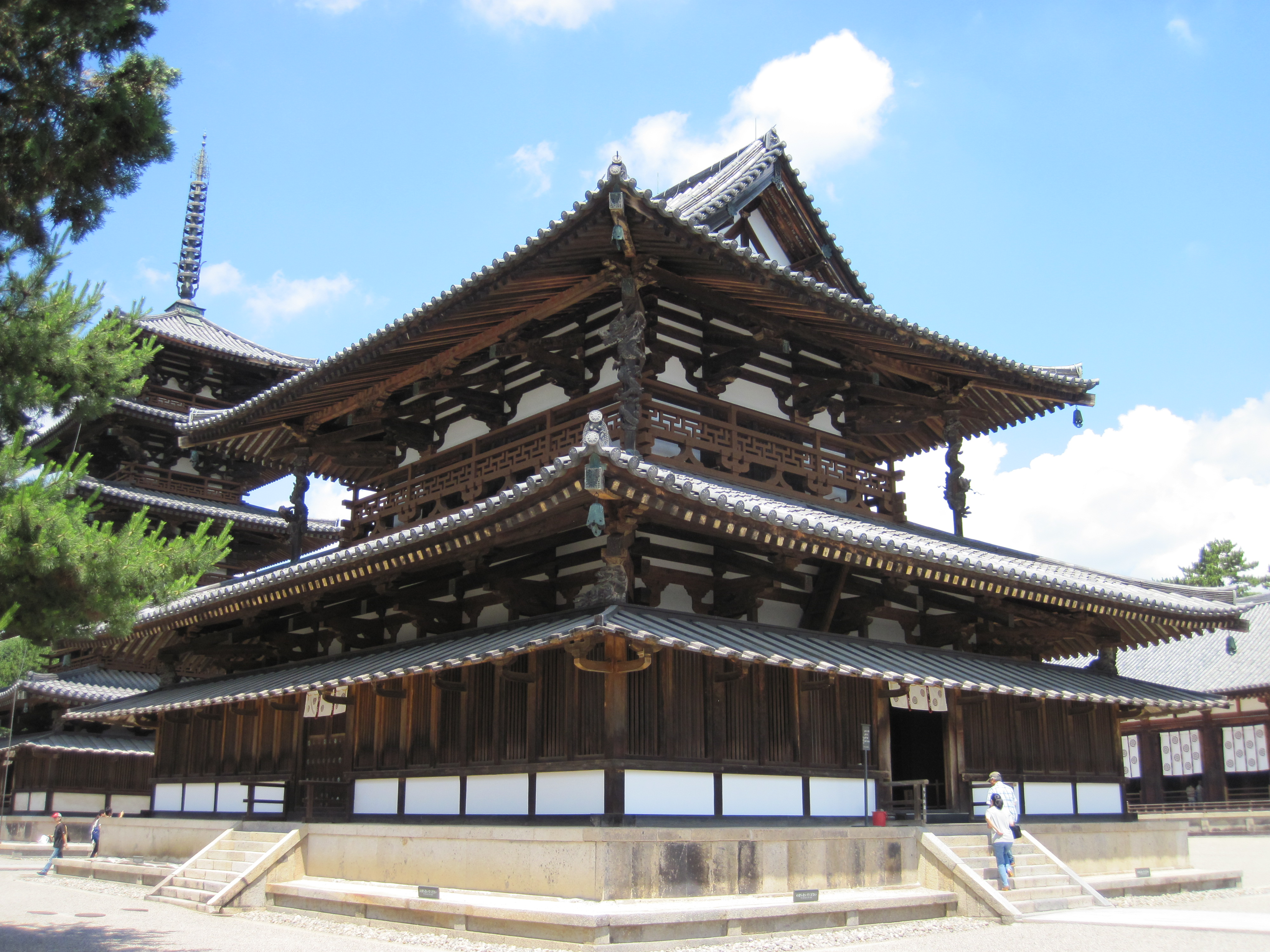
Kondō du Hōryū-ji.
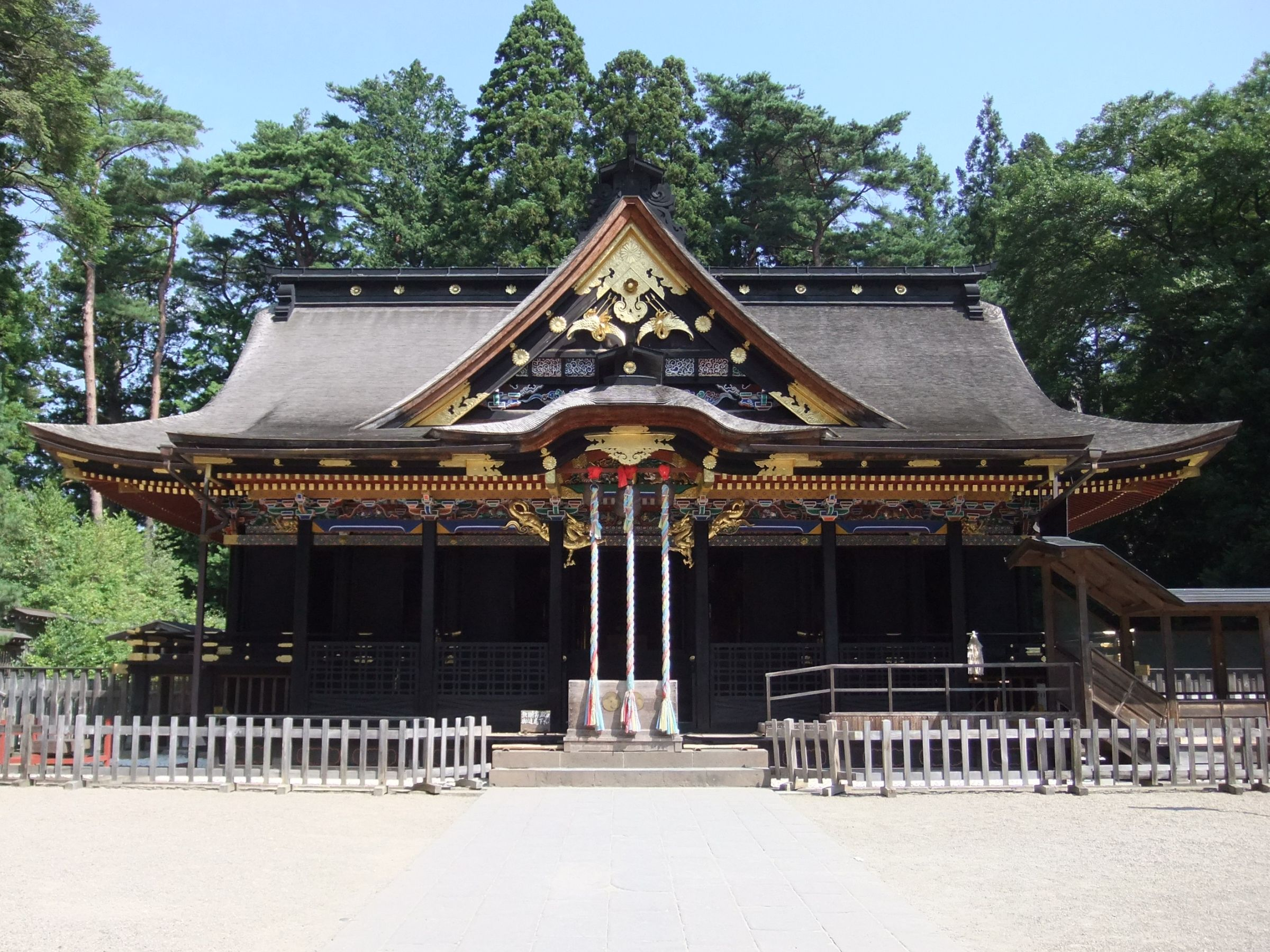
Salle du culte (Haiden) du sanctuaire Ōsaki Hachiman de Sendai (préfecture de Miyagi)[TN 2].
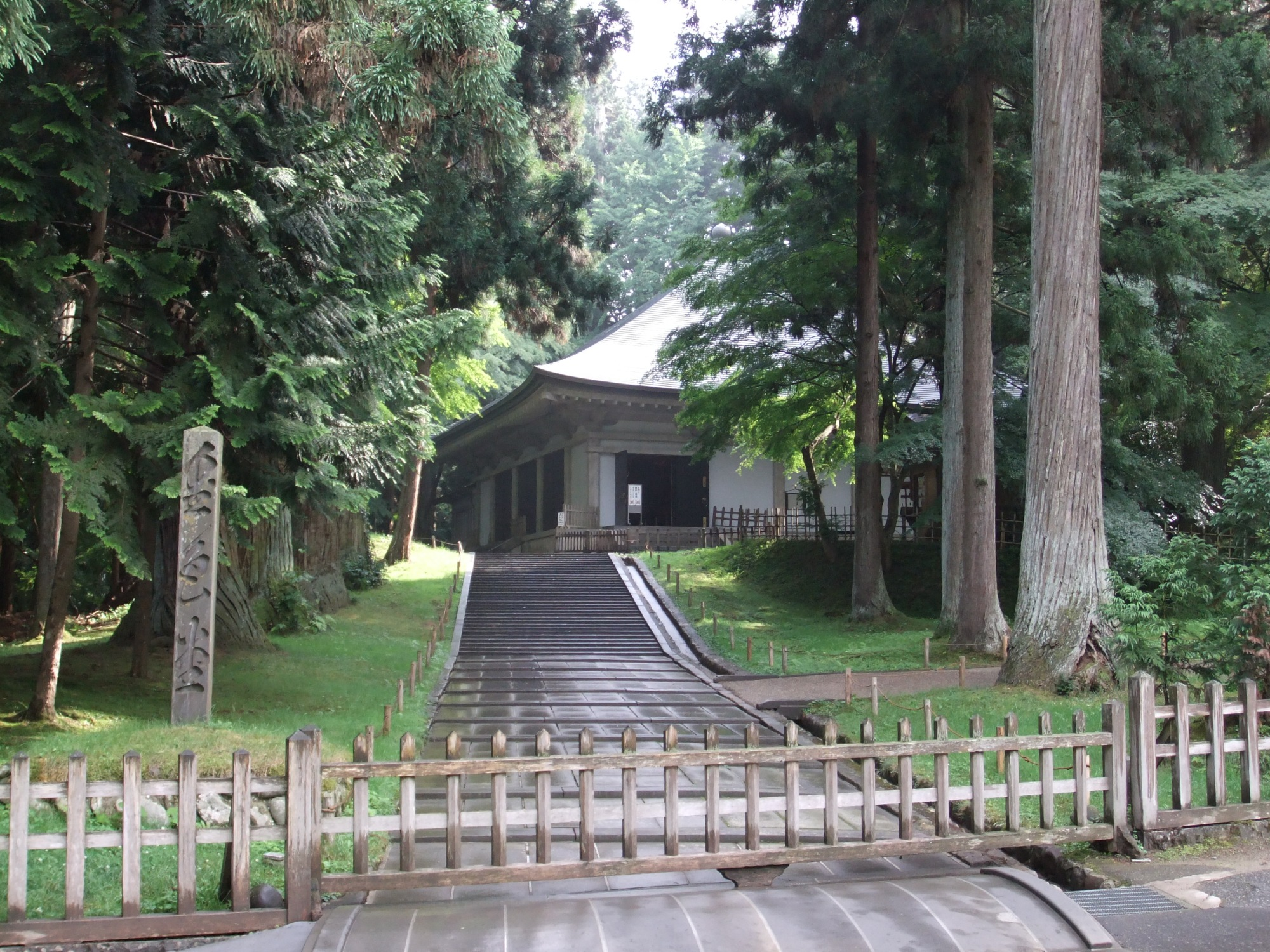
Konjikidō (金色堂?, litt. « salle d'or ») du Chūson-ji de Hiraizumi (préfecture d'Iwate)[TN 3].
- Hōōdō (鳳凰堂?, litt. « salle du Phénix ») du Byōdō-in d'Uji (préfecture de Kyoto)[TN 4].
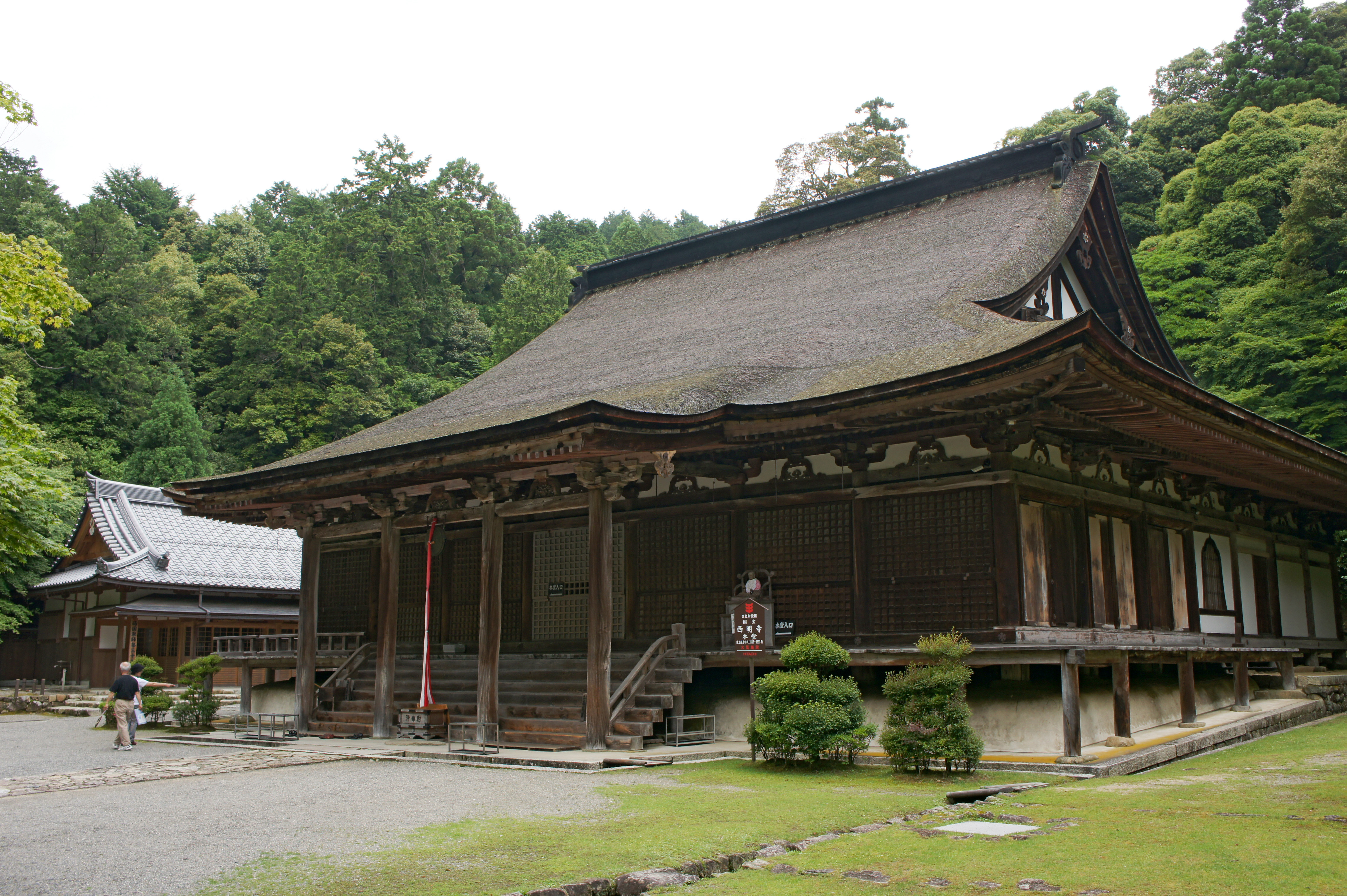
Hondō du temple Saimyō de Kōra (préfecture de Shiga)[TN 5].

### XXesiècle

#### Lois de 1929 et 1933

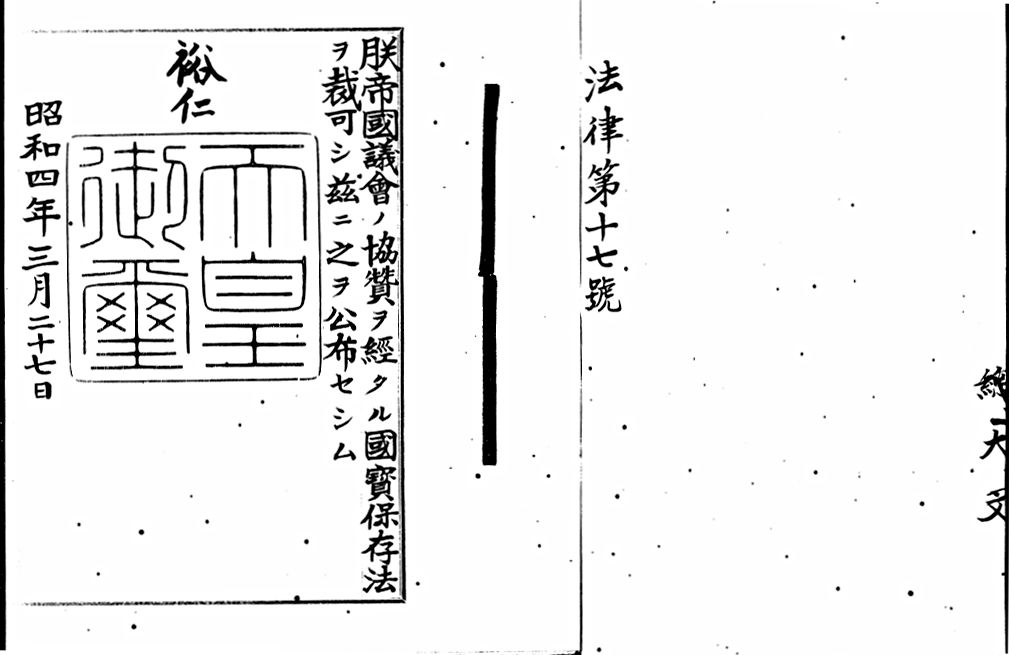
Signature de l'empereur Shōwa et Sceau privé du Japon sur le texte original de la loi no 17 du 27 mars 1929 portant sur la conservation des trésors nationaux (ordonnance impériale no 209).

En 1923, l'administration des affaires religieuses est transférée du ministère de l'Intérieur à celui de l'Éducation. Sous l'égide de ce dernier, le champ d'application de la loi de préservation du patrimoine national est élargi ; une réforme de la loi de 1897, qui se traduit par la loi de Conservation des trésors nationaux, est adoptée par le parlement national en mars 1929. La nouvelle réglementation concerne non seulement les biens détenus par l'État, mais aussi ceux des départements, des entreprises et des particuliers ; l'expression « trésor national » est conservée pour désigner toute œuvre classée,,. Dans le cadre de cette loi, des peintures de Yosa Buson et d'Ike no Taiga, et les Rouleaux illustrés du Dit du Genji détenus par le baron Masuda Takashi, un industriel japonais, sont classés « trésors nationaux » par le ministère de l'Éducation. De même, en 1937, les fonds de la puissance publique alloués à la restauration des édifices patrimoniaux permettent de rénover la résidence Yoshimura, une demeure de notable typique du style architectural shoin-zukuri de l'époque Azuchi Momoyama (1573 – 1603) située dans l'ancien village de Shimaizumi, un quartier de la ville de Habikino (préfecture d'Osaka) depuis 1959,.
Un texte législatif d'avril 1933, ajoute au Code civil une réglementation ciblant le domaine des beaux-arts. La loi sur la Conservation des œuvres d'art importantes, intègre les productions artistiques non couvertes par la loi de 1929 et vise à contrôler, en cette période de Grande Dépression, la vente hors du territoire de biens culturels nationaux,. Dans le cadre de cette nouvelle loi, 8 000 trésors patrimoniaux du pays passent sous la tutelle de l'État.

#### Patrimoine national à l'abandon

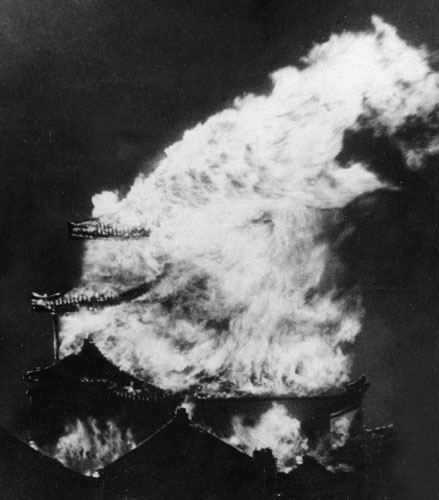
Le château de Nagoya en flammes après un raid aérien de l'armée américaine (14 mai 1945).

Durant la première partie de l'ère Shōwa (1926-1989), la politique d'expansion territoriale de l'empire du Japon conduit le pays à un conflit militaire avec son voisin chinois à partir de 1937, puis à son engagement dans la Seconde Guerre mondiale en 1939. Au terme d'une enquête de deux années, publiée en 1948, le ministère de l'Éducation japonais établit que plus de 3 % des trésors nationaux répertoriés depuis 1897 ont été détruits pendant la période de guerre.
|                           | Endommagés | Détruits | Total | Enregistrés au 15 août 1945 |
| Sculptures                | 6          | 6        | 12    | 2 126                       |
| Œuvres architecturales    | 33         | 222      | 255   | 1 721                       |
| Œuvres scripturales       | 1          | 7        | 8     | 1 294                       |
| Peintures                 | 10         | 3        | 13    | 1 180                       |
| Sabres                    | 1          | 4        | 5     | 569                         |
| Œuvres des arts appliqués | 0          | 0        | 0     | 534                         |
| Total                     | 51         | 242      | 293   | 7 424                       |

À la suite de la défaite en 1945, le redressement, notamment économique, d'un archipel profondément marqué par des décennies de guerre, nécessite plusieurs années. C'est pourquoi, jusqu'à la fin des années 1940, les questions relatives à la politique patrimoniale nationale disparaissent de l'ordre du jour du gouvernement japonais. Cependant, une fois installées au Japon, les forces d'occupation affirment, par la voix de leur commandant en chef, le général Douglas MacArthur, que « les œuvres et bâtiments de valeur historique, culturelle et religieuse seront précautionneusement protégés et conservés », et, une branche de l'administration du Commandement suprême des forces alliées (SCAP), le service des arts et des monuments (A&M), décrit sa mission ainsi : 
« initiation and recommendations regarding management and finance of numerous projects for the protection, preservation, restitution, salvage, or other disposition of works of art, antiquities, cultural treasures, museums, archival repositories, historic and scenic sites, and historical and natural monuments. »
« initiateur et émetteur de recommandations concernant la gestion et le financement de projets visant à la protection, la conservation, la restitution, le sauvetage ou toute autre disposition, des œuvres d'art, des antiquités, des trésors culturels, des musées, des archives, des sites historiques et de beauté pittoresque, des monuments historiques et naturels. »
 De fait, pendant toute la période d'occupation, l'A&M contrôle la politique patrimoniale du Japon sans pour autant suspendre les lois déjà établies par le législateur japonais,,. Début décembre 1945, dans le cadre de sa politique de démocratisation du pays, le SCAP, qui s'applique à effacer des tables de la loi la mystique nationaliste centrée sur la nature supposée divine de l'empereur du Japon qui prévaut depuis l'ère Meiji, ordonne la réquisition de toutes les armes détenues par des Japonais et publie la « directive shinto ». Le 10 janvier 1946, il précise aux autorités japonaises, à leur demande, qu'un permis de détention sera délivré à tout propriétaire d'un sabre considéré comme une œuvre d'art. Le 29 janvier 1946, un rapport établit que 569 013 sabres ont été remis aux autorités et 86 462 permis de détention ont été délivrés. Cependant, au cours des opérations de réquisitions à travers tout le pays, des œuvres de valeur culturelle ont été endommagées ou emportées comme souvenir par les occupants. En particulier, 42 sabres classés trésors nationaux ont été détruits,. Après la fin de la période d'occupation, le « Kunimune », un tachi du XIIIe siècle, classé trésor national et appartenant depuis 1927 au sanctuaire Terukuni de la ville de Kagoshima (préfecture de Kagoshima), est vendu aux enchères aux États-Unis. En 1963, le collectionneur américain, acquéreur de l'objet précieux, le restitue de sa propre initiative à son propriétaire légitime,.

#### Regain d'intérêt pour le patrimoine national

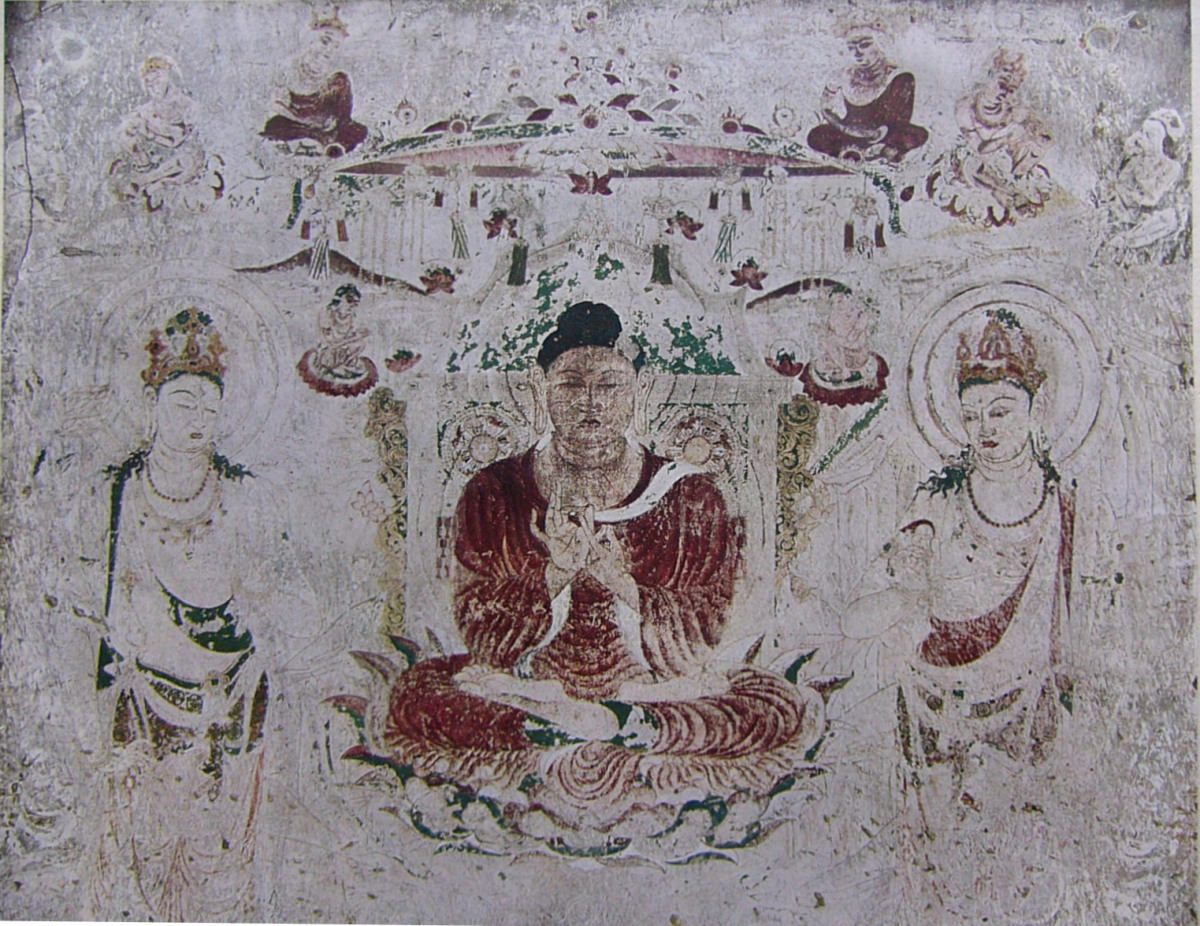
Le bouddha Amida au paradis bouddhiste, détail d'une fresque murale du kon-dō du Hōryū-ji (antérieur à 1949).

Bien que de nombreux trésors nationaux soient menacés, certains endommagés, voire détruits, au cours du conflit mondial — en janvier 1945, par exemple, un bombardement aérien endommage le Toyōke daijingū, l'un des sanctuaires principaux du grand sanctuaire d'Ise ; le 18 juin 1945, le sanctuaire Gosha de Hamamatsu (préfecture de Shizuoka), classé en 1914, est détruit, ; en juillet de la même année, le château de Himeji ne subit que des dégâts mineurs au milieu d'une ville réduite en cendres —, les préoccupations concernant leur protection ne reviennent au premier plan qu'en 1949, à la suite de l'incendie du temple Hōryū d'Ikaruga,. Le 26 janvier 1949, des peintures murales, exemplaires de l'iconographie bouddhique japonaise et datant de la fin du VIIe siècle, prennent feu dans le bâtiment principal du Hōryū-ji, une œuvre architecturale classée trésor national depuis 1897,. L'émoi suscité dans tout le pays, et même au-delà, par cette perte incite le législateur japonais à reprendre le dossier,,.
Ce fait divers n'est en fait pas le seul déclencheur du renouveau d'intérêt du gouvernement japonais pour les questions patrimoniales. Selon le professeur de droit américain Geoffrey R. Scott, plusieurs autres causes le motivent : le développement d'un marché noir favorisé par une économie exsangue où s'organise un trafic d'œuvres d'art, les vols et les actes de vandalisme commis par les occupants — par exemple, le passage de camions militaires dans ses allées endommage le jardin paysager Kōraku d'Okayama —, l'instauration d'une taxe foncière début 1946 et l'imposition sur les biens visant à la redistribution des richesses entre les citoyens japonais qui entraînent la dissimulation de biens ou leur revente en catimini — dans l'édition du 19 novembre 1946 du Daiichi Shimbun, un article porte le titre « Pour échapper à la taxe sur les biens, des trésors nationaux sont vendus au marché noir », et, le 19 décembre 1947, le Yomiuri Shimbun rapporte que « des détenteurs d'œuvres d'art, qui ont fait des pieds et des mains pour faire certifier trésor national des pièces d'artistes, renoncent à ce classement pour éviter d'être imposés » —, la multiplication des sans-abri — des familles installées illégalement dans l'enceinte du temple Zōjō de Tokyo, par exemple —, l'usage inconsidéré du feu — le 24 novembre 1949, le Jiji shimpō, journal fondé en 1882 par Fukuzawa Yukichi, publie une liste de trésors nationaux partiellement brûlés par un incendie ; il mentionne notamment le Byōdō-in d'Uji, les châteaux de Matsue et de Himeji —, l'insuffisance des aides de l'État destinées à la préservation des biens culturels prévues par les lois en vigueur et la pression constante de l'A&M sur le ministère de l'Éducation chargé de la politique patrimoniale du Japon.

#### Loi de 1950

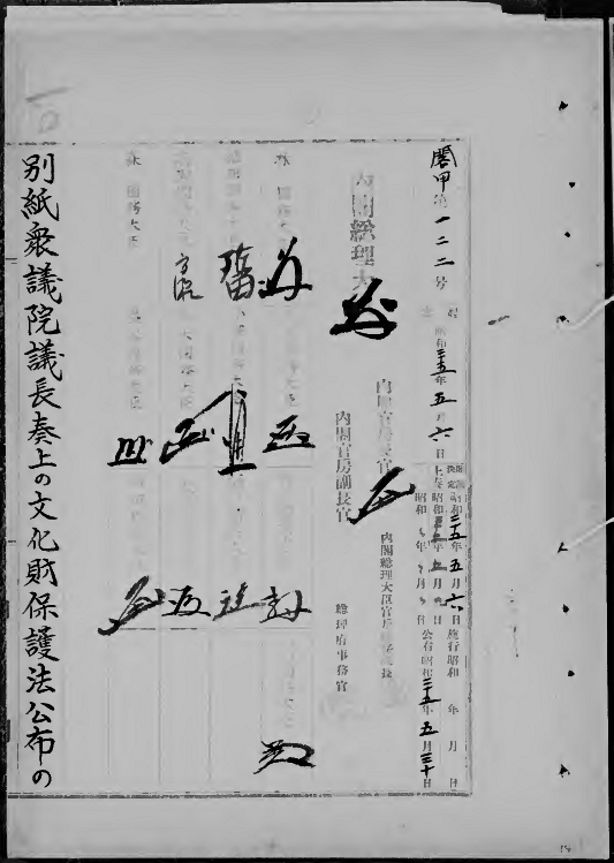
Signature de Shigeru Yoshida,, sur le texte de loi no 214 du 1 mai 1950 portant sur la protection des biens culturels.

Le 30 mai 1950, le ministère de l'Éducation promulgue, par ordonnance, la loi sur la protection des biens culturels (文化財保護法, bunkazai hogohō),, qui entre en vigueur le mois suivant. Il crée, dans la foulée, un nouveau service : le comité national pour la protection des biens culturels, chargé de mettre en œuvre la nouvelle politique patrimoniale de l'État,. Cette loi, dont le principal rédacteur est le romancier Yūzō Yamamoto, abolit, en les synthétisant dans le nouveau texte, les lois précédentes de 1897, 1919 et 1933, et, intégrant pour la première fois les biens culturels immatériels de valeur historique et artistique, valorise les savoir-faire anciens qui mettent en œuvre des « techniques artistiques ou artisanales dans des domaines aussi variés que le théâtre, la musique, le tissage, la teinture, les céramiques, etc. » Incidemment, bien que la loi ne s'applique pas à des individus, le public japonais assimila rapidement tout savoir-faire ancestral exceptionnel désigné trésor national à son dépositaire, en forgeant et pérennisant, malgré les protestations du ministère de l'Éducation, des artistes et artisans concernés, l'expression impropre de « Trésor national vivant » (人間国宝, Ningen Kokuhō),, un concept reconnu en 1993, sous la dénomination de « Trésor humain vivant », par l'UNESCO sur proposition de la Corée du Sud,,, et adopté par d'autres pays — la législation française, par exemple, définit le titre de « maître d'art » depuis 1994.

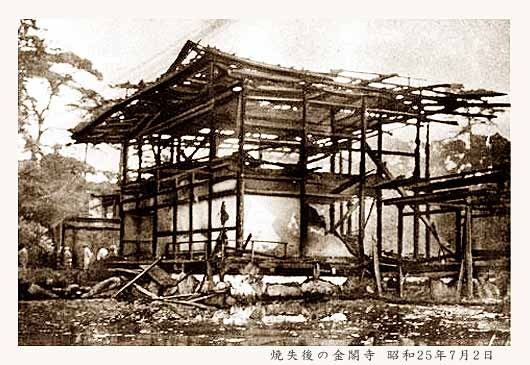
1950 : le pavillon d'or du temple Rokuon réduit en cendres.

L'élaboration du nouveau texte législatif s'est déroulée sous le contrôle permanent de l'A&M. Il a, en particulier, imposé au législateur japonais la nouvelle catégorie des « biens culturels importants » (重要文化財, jūyō bunkazai). L'introduction dans le texte de loi de cette sous-catégorie de celle rassemblant les biens culturels matériels permet de relever les critères de sélection des trésors nationaux — un trésor national est désormais une « œuvre d'une valeur exceptionnelle aux yeux des Japonais ou d'une valeur universelle inestimable » —, et de doter les pouvoirs publics de moyens légaux plus importants pour assurer la conservation et la mise à disposition du public de ceux-ci. En conséquence, tous les biens classés au titre de trésor national en application des lois précédentes sont reclassés dans cette nouvelle catégorie et réévalués pour un classement au titre de trésor national,,. Ainsi, le 9 juin 1951, le kondō du temple Hōryū, classé trésor national en 1897, est reclassé sous la même désignation, parmi les biens culturels importants. En revanche, le donjon principal du château de Bitchū Matsuyama, situé à Takahashi (préfecture d'Okayama) et classé trésor national en 1941, est reclassé bien culturel important selon les critères de sélection de la nouvelle loi. En marge de la refonte de la loi, le gouvernement japonais décide de retirer de l'inventaire des trésors nationaux le temple du Pavillon d'or de Kyoto, inscrit depuis 1897. Entièrement reconstruit à la suite d'un incendie en 1950, l'inauthenticité de ses matériaux de construction ne le qualifiait plus comme bien culturel national exceptionnel,.

#### Aménagements de la loi de 1950
La loi de conservation des biens culturels de 1950 fixe les fondements de la politique patrimoniale du Japon. Au cours des décennies suivantes, cette loi-cadre est enrichie et précisée, pour l'essentiel, par l'ajout à la définition du patrimoine national de nouvelles catégories de biens culturels.
En 1954, un amendement du texte de loi introduit une nouvelle catégorie de biens : les « documents folkloriques »,. En 1968, le ministère de l'Éducation dissout le comité national pour la protection des biens culturels et crée l'agence pour les Affaires culturelles,. En 1975, un nouvel amendement rebaptise la catégorie des documents folkloriques en « biens culturels folkloriques », ajoute une nouvelle catégorie : les « ensembles de bâtiments traditionnels », et précise que les « techniques de conservation des biens culturels » peuvent aussi faire l'objet d'une protection,,. La sous-catégorie des « biens culturels enregistrés » étend la catégorie des biens culturels tangibles en 1996. Elle permet au gouvernement japonais d'identifier et placer sous sa protection, dans des conditions moins strictes que celles imposées aux propriétaires pour la préservation des biens culturels matériels qualifiés d'importants, des œuvres de valeur patrimoniale, principalement des créations récentes (ère moderne, voire époque contemporaine) menacées de disparition par l'urbanisation ou les changements de mode de vie,,. Puis, en 2004, la définition de l'ensemble des biens culturels est élargie aux « paysages culturels »,. Aucune de ces nouvelles dispositions gouvernementales ne modifie cependant le périmètre des trésors nationaux établi depuis 1950, ni en quantité, ni en qualité. Un trésor national reste défini comme un bien culturel tangible important de valeur exceptionnelle et universelle.

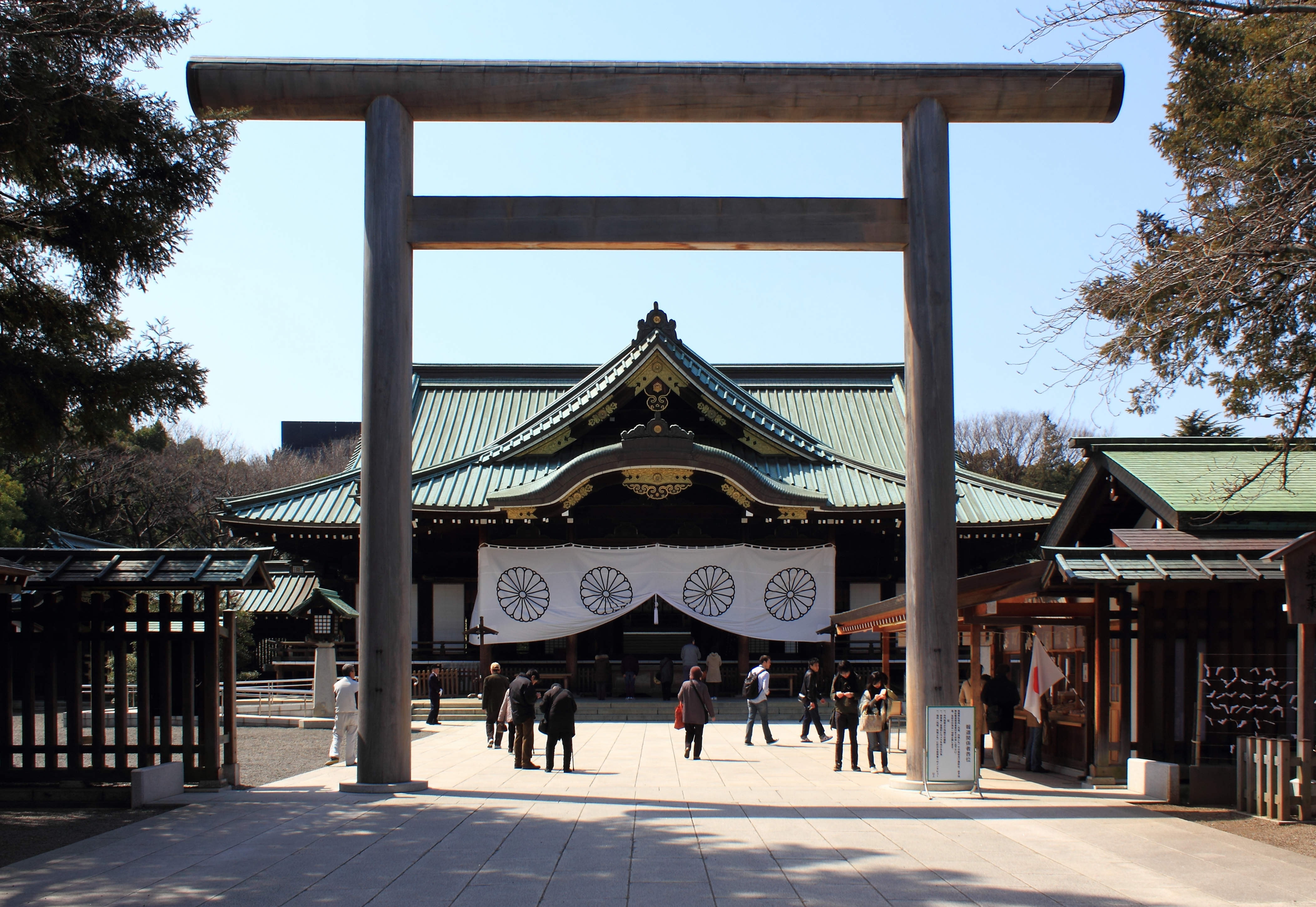
Le haiden du controversé sanctuaire Yasukuni de Tokyo (2012).

Du début des années 1950 jusqu'en 1972, plus de 10 000 biens culturels tangibles importants, dont un millier de trésors nationaux, sont inscrits au patrimoine national par le gouvernement japonais. Dans un Japon en plein « boom économique » et dont la visibilité sur la scène internationale s'est accrue après les Jeux olympiques d'été de 1964 organisés à Tokyo, l'idéologie nationaliste du début de l'ère Shōwa connaît un regain d'intérêt parmi les élites intellectuelles et politiques du pays. Des initiatives sont prises pour remettre au goût du jour les anciens symboles shintō de l'unité nationale comme le sanctuaire de la capitale, dédié aux soldats, japonais ou non, morts « au nom de l'empereur du Japon » de 1868 à 1951 : le Yasukuni-jinja. Les tentatives du pouvoir en place pour classer ce dernier au titre de trésor national échouent cependant grâce à la vigilance des partis de gauche et de la communauté des catholiques japonais.

## Procédure de classement

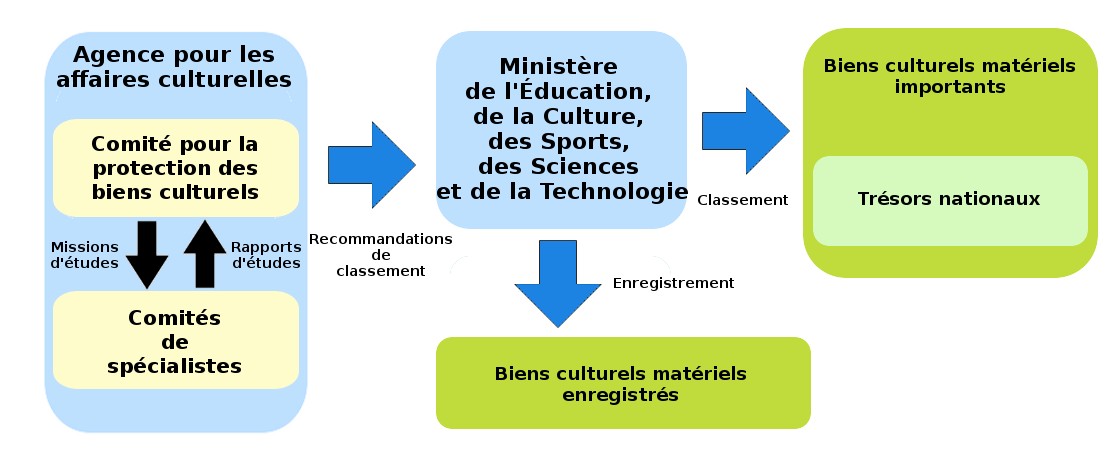
Procédure de classement des trésors nationaux au Japon.

Selon la catégorisation du patrimoine national définie par la loi, les trésors nationaux appartiennent à la catégorie des biens culturels matériels (œuvres architecturales, beaux-arts, documents historiques, objets artisanaux ou artéfacts), et à la sous-catégorie des biens culturels matériels importants. Le comité pour la protection des biens culturels de l’agence pour les Affaires culturelles a la charge d'inventorier, parmi le patrimoine culturel identifié, les biens nécessitant la protection de l'État. Après une enquête d'évaluation, il émet une recommandation de classement auprès du ministère de l'Éducation, de la Culture, des Sports, des Sciences et de la Technologie (Monbushō). Ce dernier décide du classement au titre de bien culturel important puis, dans un second temps, de trésor national. Il officialise par décret ses inscriptions au patrimoine national et délivre un certificat au propriétaire du bien — le classement prend effet dès promulgation au journal officiel,.

## Classification formelle
Dans sa documentation officielle, l'agence pour les Affaires culturelles répartit les biens culturels tangibles importants, et donc les trésors nationaux, dans deux catégories : les œuvres architecturales et les œuvres des beaux-arts et de l'artisanat,,. Cette classification ne correspond pas à une disposition légale mais à la structure de l'agence qui comprend un département des biens culturels composé de plusieurs divisions dont celles des Beaux-Arts et de « l'architecture et autres structures ». Chacune des deux catégories principales se subdivise en diverses catégories d'inventaire :
| Œuvres architecturales,                                               |                   |                   |                   |                                      |                                      |                                      |
|                                                                       | Trésors nationaux | Trésors nationaux | Trésors nationaux | Biens culturels tangibles importants | Biens culturels tangibles importants | Biens culturels tangibles importants |
| 2016                                                                  | 2009              | 1972              | 2016              | 2009                                 | 1972                                 |                                      |
| Sanctuaires shintō                                                    | 75 (40)           | 63 (37)           | 249 (207)         | 1 219 (572)                          | 1 160 (561)                          | 2 631 (1678)                         |
| Temples bouddhiques                                                   | 163 (155)         | 160 (154)         | 249 (207)         | 1 181 (856)                          | 1 115 (846)                          | 2 631 (1678)                         |
| Édifices religieux modernes                                           | 0                 | 0                 | 249 (207)         | 44 (29)                              | 25 (23)                              | 2 631 (1678)                         |
| Châteaux                                                              | 17 (5)            | 16 (8)            | 249 (207)         | 235 (53)                             | 235 (53)                             | 2 631 (1678)                         |
| Résidences et bâtiments d'usage privé                                 | 21 (15)           | 20 (12)           | 249 (207)         | 1 358 (537)                          | 1 117 (498)                          | 2 631 (1678)                         |
| Équipements scolaires                                                 | 0                 | 0                 | 0                 | 80 (41)                              | 65 (38)                              | 0                                    |
| Équipements culturels                                                 | 0                 | 0                 | 0                 | 61 (36)                              | 38 (30)                              | 0                                    |
| Bâtiments gouvernementaux                                             | 0                 | 0                 | 0                 | 38 (27)                              | 25 (20)                              | 0                                    |
| Bâtiments commerciaux                                                 | 0                 | 0                 | 0                 | 28 (21)                              | 23 (18)                              | 0                                    |
| Bâtiments du génie civil                                              | 3 (1)             | 0                 | 0                 | 253 (75)                             | 190 (60)                             | 0                                    |
| Autres                                                                | 3 (3)             | 3 (3)             | 0                 | 278 (198)                            | 279 (197)                            | 0                                    |
| Sous-total                                                            | 282 (219)         | 262 (214)         | 249 (207)         | 4 695 (2 428)                        | 4 272 (2 344)                        | 2 631 (1 678)                        |
| Œuvres des beaux-arts et de l'artisanat,                              |                   |                   |                   |                                      |                                      |                                      |
| Peintures                                                             | 159               | 157               | 145               | 2 002                                | 1 956                                | 1 158                                |
| Sculptures                                                            | 130               | 126               | 115               | 2 692                                | 2 628                                | 2 372                                |
| Œuvres de l'artisanat                                                 | 252               | 252               | 248               | 2 447                                | 2 415                                | 2 075                                |
| Calligraphies / Œuvres littéraires classiques                         | 224               | 223               | 264               | 1 903                                | 1 865                                | 2 107                                |
| Documents anciens                                                     | 60                | 59                | 264               | 759                                  | 726                                  | 2 107                                |
| Artéfacts                                                             | 46                | 43                | 34                | 618                                  | 567                                  | 312                                  |
| Collections de biens historiques                                      | 3                 | 2                 | 0                 | 191                                  | 154                                  | 0                                    |
| Sous-total                                                            | 874               | 862               | 806               | 10 612                               | 10 311                               | 8 477                                |
| Total                                                                 | 1 143             | 1 124             | 1 013             | 15 268                               | 14 583                               | 10 155                               |
| * Entre parenthèses, le nombre de sites abritant les œuvres classées. |                   |                   |                   |                                      |                                      |                                      |

En 2016, les trésors nationaux représentent environ 7 % de l'ensemble des biens culturels tangibles importants sélectionnés par le gouvernement japonais. Près de 90 % des œuvres sont classées depuis le début des années 1970 et 76 % se rangent dans la catégorie des œuvres des beaux-arts et de l'artisanat.

### Œuvres architecturales
Les œuvres architecturales sont les premiers biens culturels à faire l'objet d'un classement au titre de trésor national. Le législateur japonais intervient d'abord, à la fin du XIXe siècle, pour assurer la protection des édifices religieux anciens. Puis, tout au long du siècle suivant, les textes de lois élargissent le domaine des trésors patrimoniaux aux constructions civiles et aux créations de l'ère moderne.

#### Sanctuaires shintō

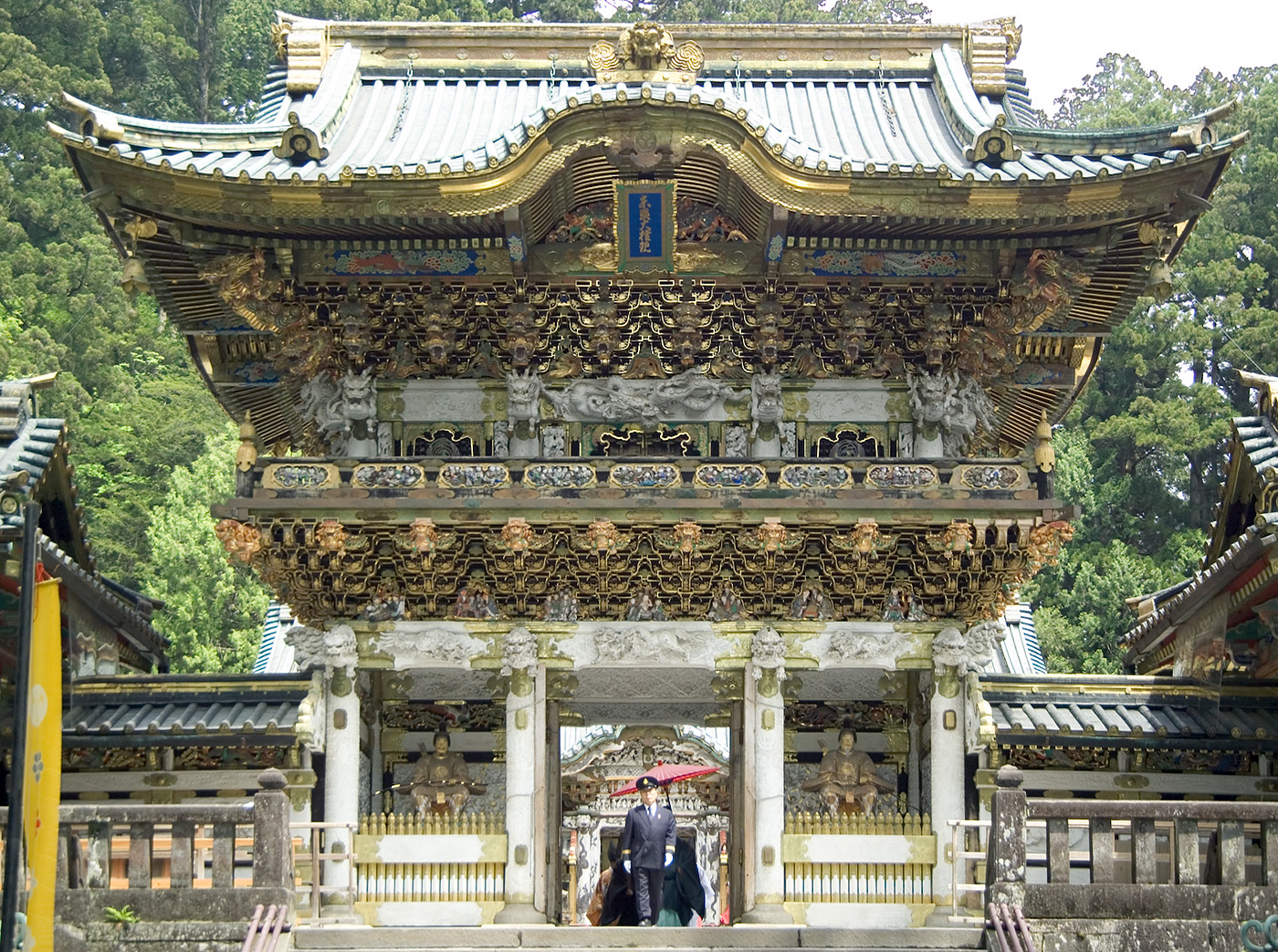
Le Yōmei-mon du sanctuaire Tōshō à Nikkō (2006).

En 2016, l'inventaire officiel des trésors nationaux du Japon recense 75 éléments architecturaux répartis dans 40 lieux de culte shintō. Il s'agit, pour la plupart, de bâtiments typiques de la constitution d'un sanctuaire shintō : honden (bâtiment principal), haiden (bâtiment consacré au culte) et karamon (« porte chinoise »). Le honden de l'Ujigami-jinja, un sanctuaire situé dans la ville d'Uji, est la plus ancienne structure classée ; elle remonte au XIIe siècle. Le Nikkō Tōshō-gū, de la ville de Nikkō (préfecture de Tochigi), abrite à lui seul cinq monuments historiques classés, dont la porte d'entrée dans le cœur de ce lieu saint : le Yōmei-mon. Au contraire, aucun élément architectural de l'emblématique grand sanctuaire d'Ise (préfecture de Mie) ne fait officiellement partie du patrimoine national. En effet, sa reconstruction périodique — tous les vingt ans depuis la fin du VIIe siècle —, à l'identique, selon un rituel de purification appelé shikinen sengū,, contrevient au critère d'authenticité des matériaux de construction, laquelle exige leur persistance dans le temps.

#### Temples bouddhiques

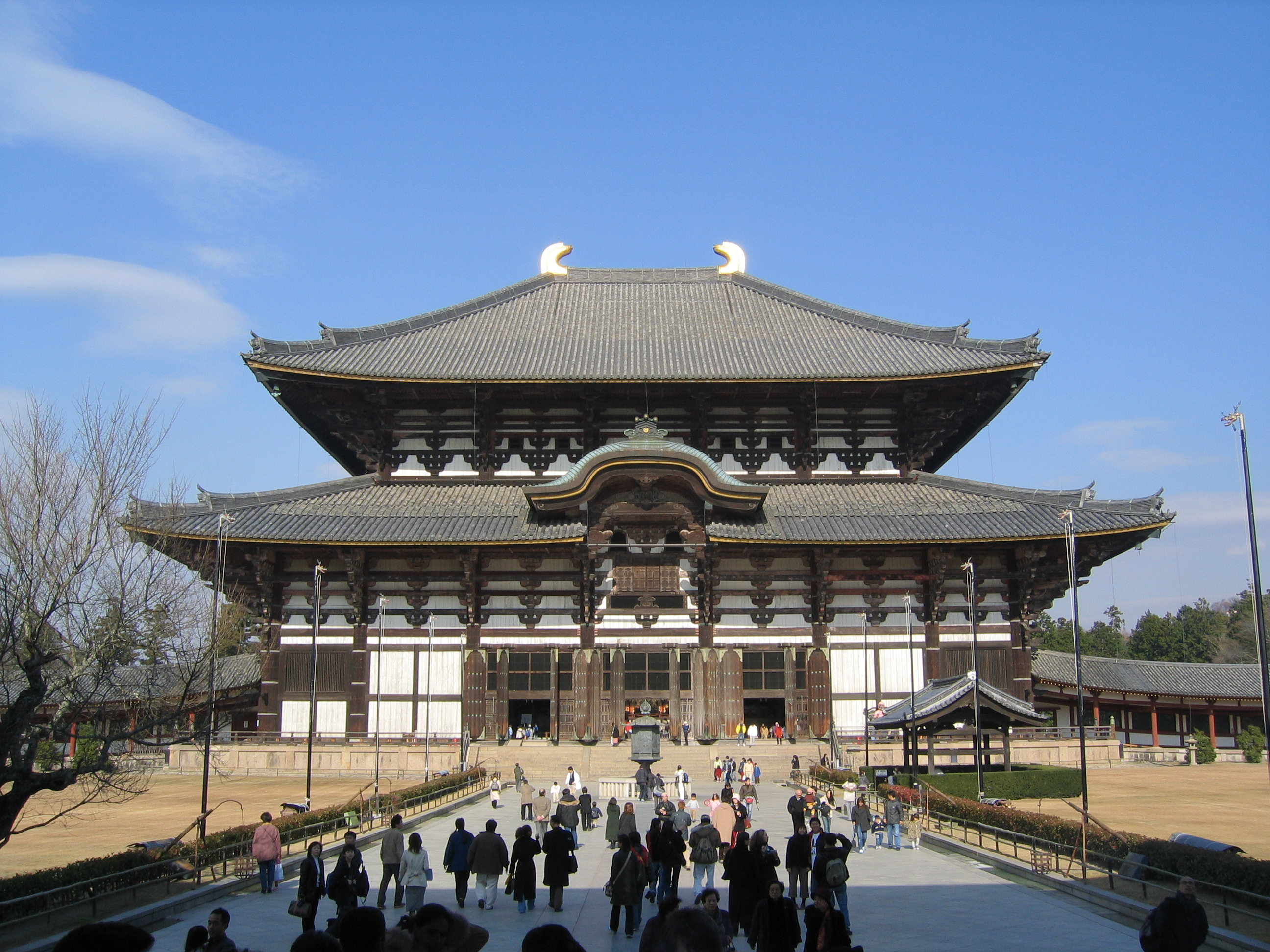
Le Daibutsu-den du Tōdai-ji, à Nara (2003).

Cette catégorie représente 60 % de l'ensemble des édifices classés et plus de mille ans de développement de l'architecture bouddhique ; cette proportion importante rappelle qu'à la fin du XIXe siècle, les premières mesures de protection du patrimoine culturel national avaient pour but de sauver de la destruction les lieux de culte du bouddhisme. Il s'agit généralement d'un hondō (bâtiment principal), d'un kondō (bâtiment du culte), d'une pagode, d'un kairō (cloître), d'un shōrō (beffroi) ou d'un butsuden (« bâtiment du bouddha »), éléments caractéristiques d'un temple bouddhique,.
Les trois quarts des biens patrimoniaux de cette catégorie se trouvent dans la région du Kansai ; la ville de Nara, l'ancienne capitale impériale de l'époque de Nara (710 – 794), berceau du bouddhisme au Japon, compte à elle seule 60 trésors dont dix-huit appartiennent au temple Hōryū,. Celui-ci possède les bâtiments les plus anciens ; le kondō, la pagode à cinq étages et la porte centrale datent de la période Asuka (milieu du VIe siècle – 710) et sont considérés comme les plus anciennes constructions en bois du monde. La plus grande structure en bois au monde fait aussi partie de cette catégorie : le Daibutsu-den du Tōdai-ji, classé depuis 1898 et inscrit au patrimoine de l'humanité en 1998. La construction originale de cette œuvre remonte au milieu du VIIIe siècle, le bâtiment en place au début des années 2000 date cependant de l'époque d'Edo (1603 – 1868).

#### Châteaux

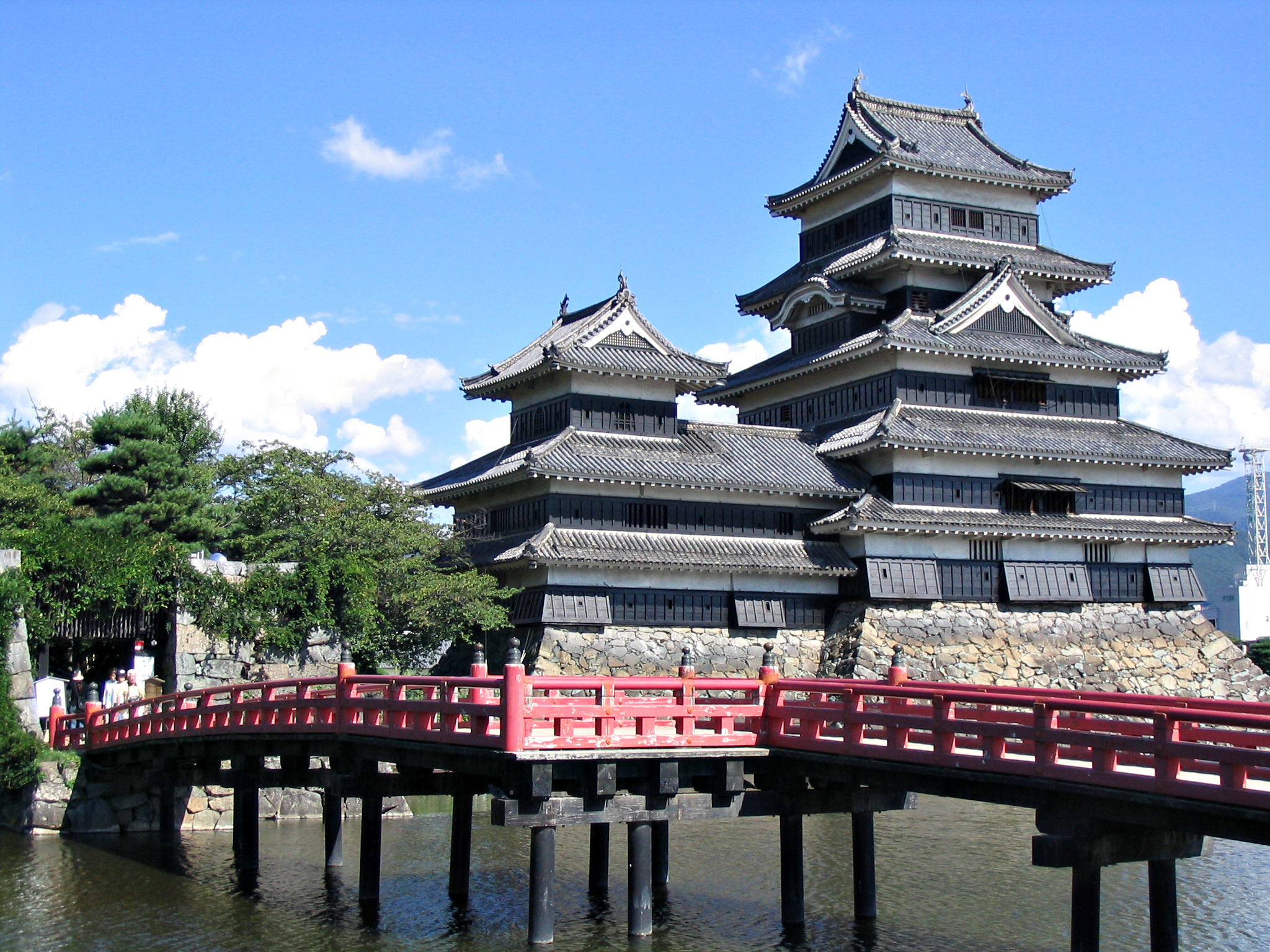
Donjons du château de Matsumoto.

La plupart des châteaux du Japon ont été bâtis durant l'époque Sengoku (milieu du XVe siècle – fin du XVIe siècle), période de confrontations militaires incessantes, agitant tout le pays. À l'époque d'Edo, le pouvoir shogunal, soucieux de prévenir toute contestation de son autorité, fait détruire de nombreuses structures fortifiées et interdit à tous les seigneurs féodaux sous son contrôle la construction de nouvelles places fortes. Au début de l'ère Meiji, le nouveau gouvernement ordonne la démolition des forteresses de l'ancien régime défait. Et, au milieu du XXe siècle, quelques-uns des châteaux qui ont échappé aussi aux catastrophes naturelles (tsunami, tremblements de terre et incendies subséquents) sont réduits en cendres par les bombardements aériens de la Seconde Guerre mondiale. À l'issue du conflit mondial, seuls douze châteaux possèdent encore leur donjon principal (tenshu) original,. C'est pourquoi, parmi les sites historiques abritant un ou plusieurs édifices classés trésors patrimoniaux dans les années 1930, seulement cinq rassemblent les trésors nationaux de cette catégorie au début des années 1950.
Le château de Nagoya, par exemple, dont les sumi yagura (tours d'observation) sont classées en 1930, est détruit en mai 1945 par un raid aérien de l'armée américaine. Il perd son statut de trésor national cinq ans plus tard, mais demeure inscrit au titre de site historique spécial depuis 1952,. Au contraire, le château de Matsumoto (préfecture de Nagano) conserve son statut, acquis en 1936, et regroupe cinq trésors nationaux dont un donjon auxiliaire datant de l'ère Bunroku (1592 – 1596), tout comme le château de Himeji qui comprend 9 trésors nationaux datant du début du XVIIe siècle et classés depuis 1931. Ce dernier est, de plus, inscrit sur la liste du patrimoine mondial de l'humanité depuis 1993.

#### Résidences et bâtiments d'usage privé

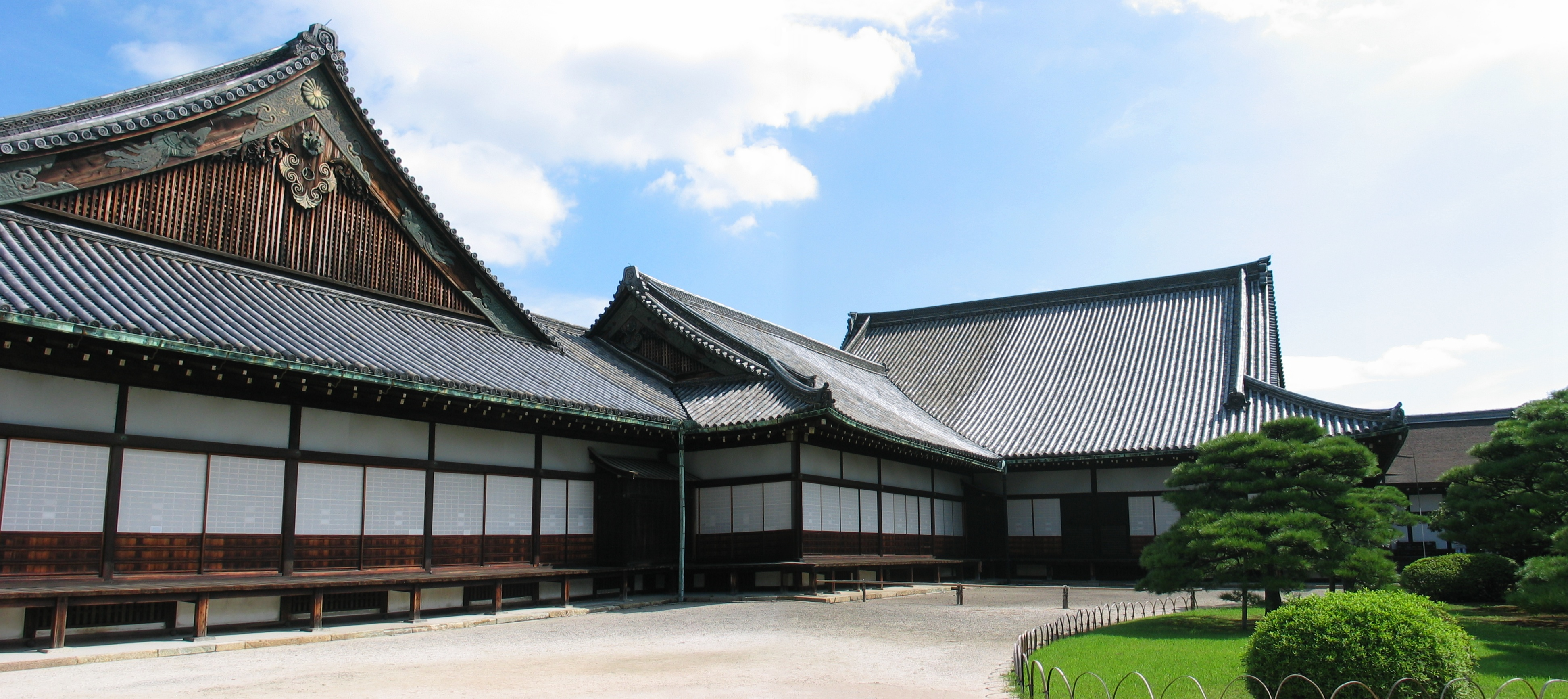
Bâtiments du palais Ninomaru du château de Nijō de Kyoto (2004).

Cette catégorie recense les propriétés privées de valeur culturelle exceptionnelle. Elle comprend notamment le hall de réception de l'ancien palais du Tōgū de Tokyo, bâtiment inauguré en 1909, devenu plus tard le palais d'Akasaka, et classé en 2009. Dans cette même catégorie, sont répertoriés depuis 1939 six bâtiments résidentiels du palais Ninomaru, un quartier du château de Nijō de la ville de Kyoto. Ces demeures en bois de pin, conçues au début du XVIIe siècle par l'architecte et maître de thé Kobori Enshū et des artistes de l'école Kanō, servaient de résidence secondaire aux shoguns de la dynastie des Tokugawa de passage dans la cité impériale,.

#### Bâtiments du génie civil

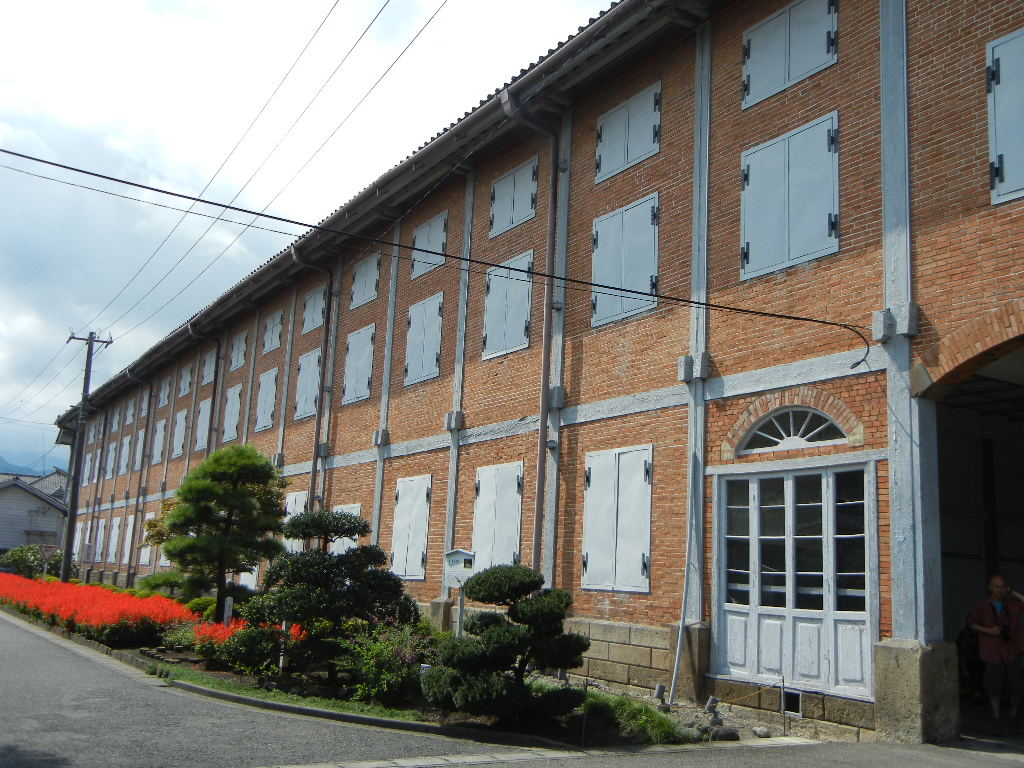
Entrepôt à cocons de la filature de soie de Tomioka (2012).

Cette catégorie ne contient, en 2016, qu'une unique œuvre : un ensemble de bâtiments de la filature de soie de Tomioka (préfecture de Gunma). L'un des symboles de la modernisation du pays à l'ère Meiji, ce centre industriel du début des années 1870 marque l'entrée du Japon dans l'ère industrielle mondialisée par assimilation et développement de technologies importées d'Occident. Il cesse toute activité de production de soie grège en 1987, intègre l'inventaire des biens culturels intangibles importants en 2006, la liste du patrimoine mondial de l'Unesco en 2014, puis, la même année, accède au statut de trésor national,.

#### Autres

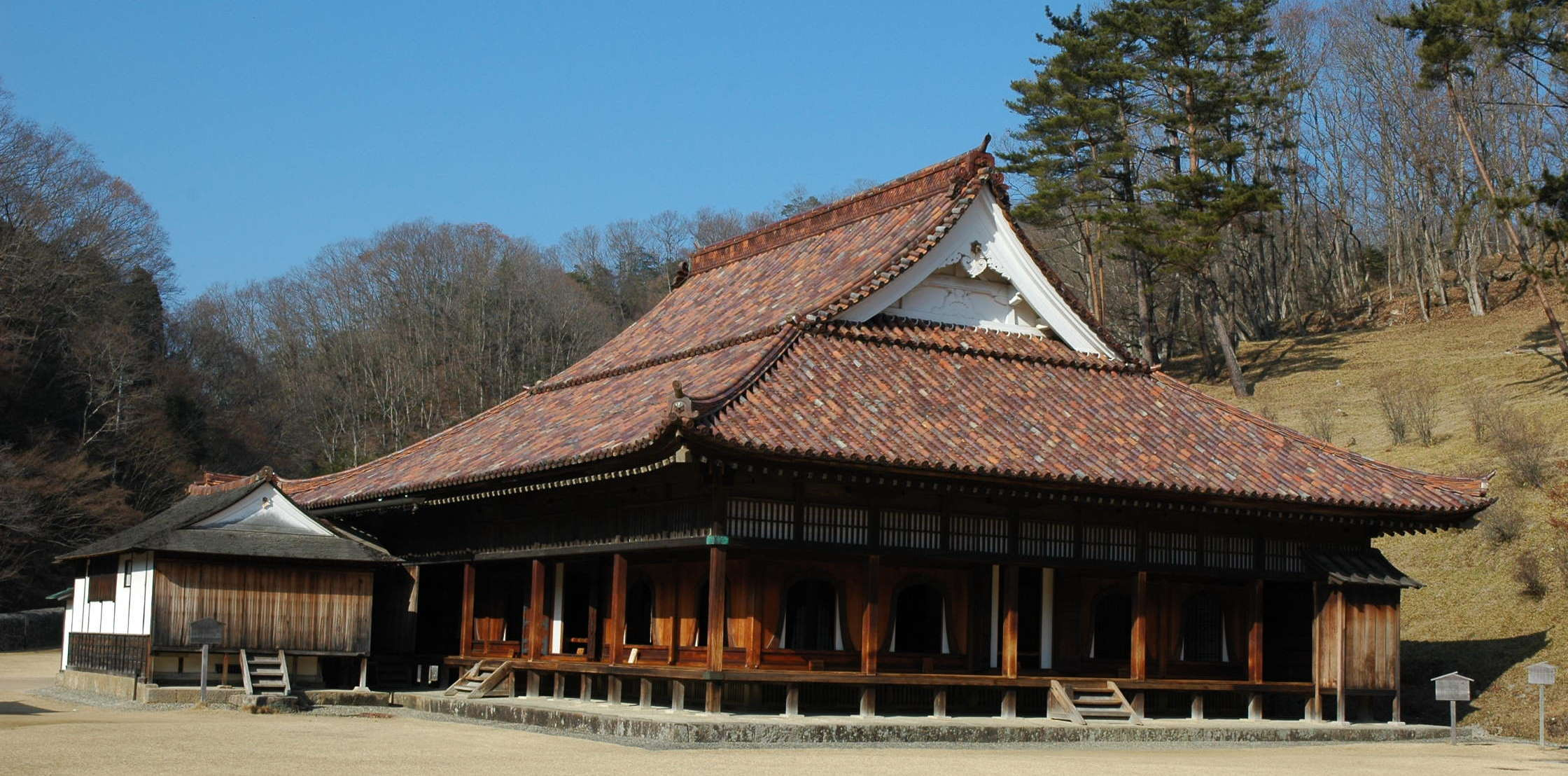
Auditorium de l'école Shizutani à Bizen (2010).

Parmi les œuvres architecturales, trois constituent la catégorie des inclassables. L'église des Vingt-Six-Martyrs de Nagasaki, sur l'île de Kyūshū, entretient la mémoire des victimes chrétiennes du régent de l'empereur Go-Yōzei : Toyotomi Hideyoshi, qui, en 1587, interdit, dans tout l'archipel en passe d'être unifié, la pratique du christianisme. Cet édifice religieux de style gothique, bâti en 1864, reçoit la distinction de trésor national en 1933. Construite en 1581, la scène du théâtre Nō du Nishi-Hongan-ji, un des temples de l'école Jōdo shinshū à Kyōto, est classée en 1908. L'auditorium de la plus ancienne institution scolaire du Japon, l'école Shizutani située dans la ville de Bizen (préfecture d'Okayama), est inauguré en 1701 et classé en 1938,.

### Œuvres des beaux-arts et de l'artisanat
Prises en considération à partir d'avril 1933 par le gouvernement japonais, les œuvres des beaux-arts et de l'artisanat comptent, au début du troisième millénaire, pour plus de 75 % de l'ensemble des trésors nationaux. La plupart sont des biens culturels appartenant originellement à des temples bouddhiques ou à des sanctuaires shintō,.

#### Peintures

Paravent au cyprès de Kanō Eitoku (fin du XVIe siècle).

Cette catégorie rassemble des œuvres picturales (paysages, portraits, scènes de la cour impériale, natures mortes) du Pays du Soleil levant et aussi de l'empire du Milieu, comme le Pigeon sur une branche de pêcher en fleurs, peinture du début du XIIe siècle attribuée à l'empereur Huizong des Song et classée en 1951. Elle comprend de nombreux rouleaux suspendus ou kakemono, des byōbu (paravents peints), des emaki et des peintures sur soie, et couvre toutes les périodes de la peinture japonaise, de l'époque de Nara, avec, par exemple, l'emaki du VIIIe siècle : Sūtra illustré des Causes et des Effets, jusqu'à l'ère d'Edo, illustrée par le suiboku-ga à l'encre de Chine, Myriade de maisons un soir de neige, de Yosa Buson, un maître du mouvement bunjin-ga. Les musées nationaux de Tokyo, Nara et Kyoto détiennent la majorité des œuvres dans leurs collections.

#### Sculptures

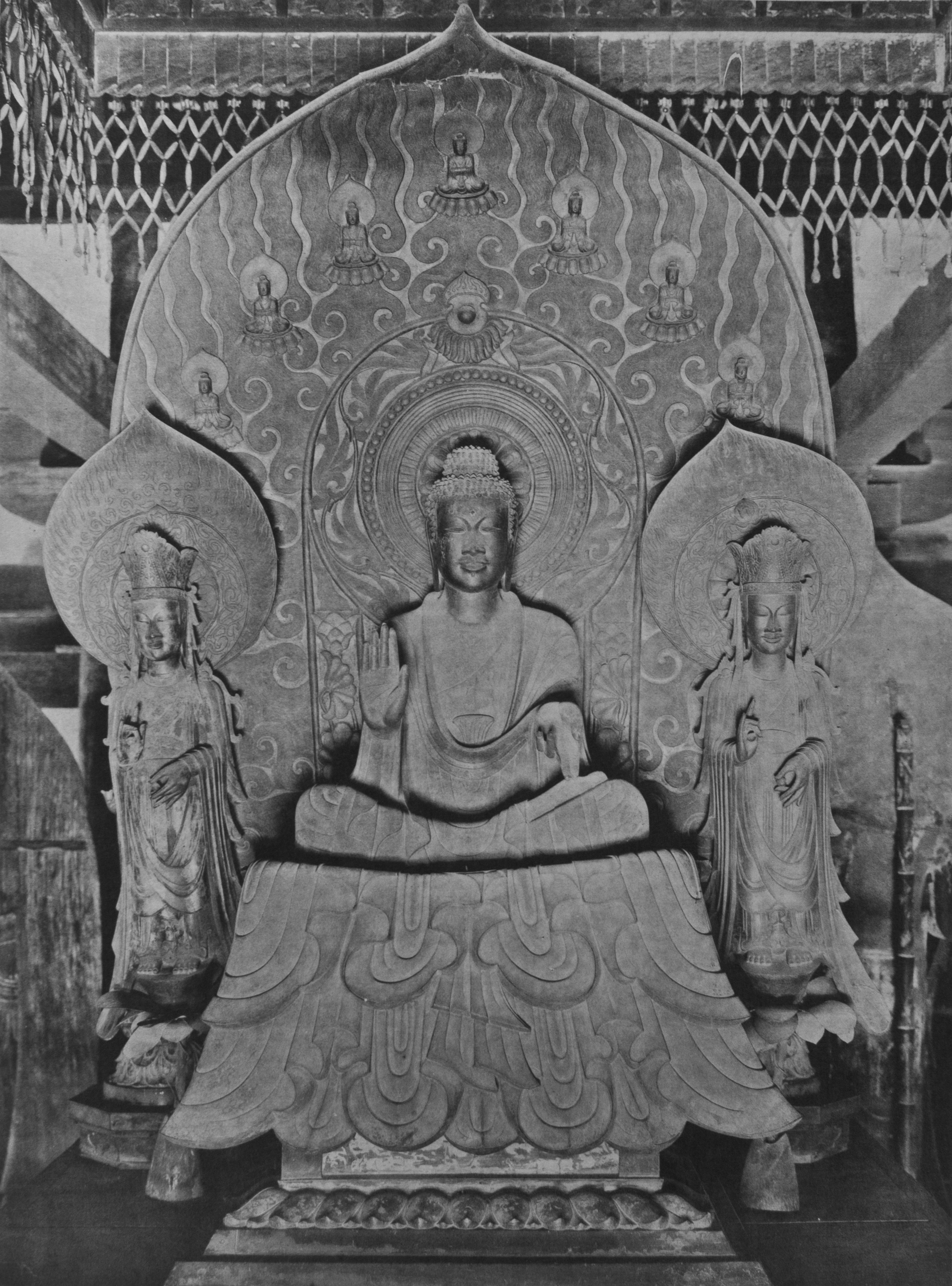
Triade de Shaka, sculpture de Tori Busshi réalisée en 623.

Les œuvres classées dans cette catégorie honorent des divinités du bouddhisme ou, dans une moindre mesure, du shintoïsme, et parfois le prêtre fondateur d'un temple. Elles sont représentatives de la sculpture japonaise de la période Asuka jusqu'à l'époque de Kamakura. Plus des trois quarts d'entre elles ont été confectionnées en utilisant du bois — certaines sont laquées ou dorées à la feuille d'or —, du bronze, de l'argile ou de la pierre. L'une des plus anciennes sculptures appartient au temple Hōryū : la Triade de Shaka, statue en bois de camphrier recouvert de bronze, datant de 623 et figurant le bouddha Shaka Nyorai entouré de deux de ses assistants, Monju Bosatsu et Fugen Bosatsu.
À elle seule, la région du Kansai réunit plus de 90 % de tous ces chefs-d'œuvre ; les villes de Nara et Kyoto plus de la moitié,. Dans la préfecture de Nara, les temples Kōfuku et Hōryū abritent chacun dix-sept trésors nationaux relevant de l'art sculptural. La préfecture de Kanagawa peut tout de même s'enorgueillir de détenir le Grand Bouddha de cuivre du Kōtoku-in de Kamakura, une représentation d'environ 13 m de haut d'Amida, le bouddha des bouddhas, classée en 1958.

#### Œuvres de l'artisanat

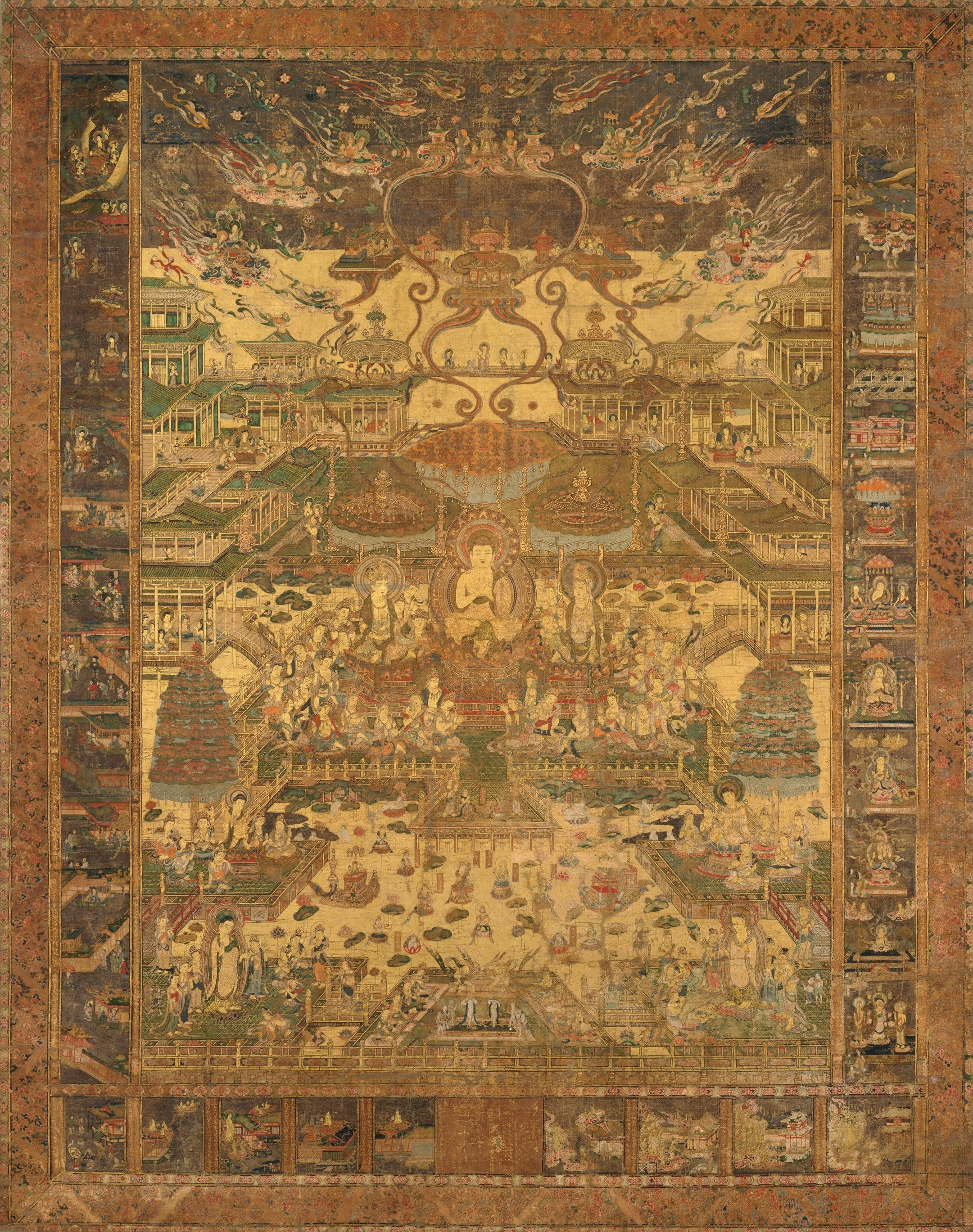
Reproduction du Taima Mandala du temple Taima, œuvre classée en 1961.

La catégorie des œuvres de l'artisanat contient une centaine d'armes blanches, surtout des sabres japonais forgés à l'époque de Kamakura et exemplaires de techniques de fabrication de sabres développées au Japon,. La plus ancienne de ces armes est une pièce en bronze doré, datant de la période Kofun (~250 – 538) et inscrite au patrimoine national au titre de trésor national en 1958 : un chokutō d'environ 120 cm de long doté d'un pommeau cuivré, objet du culte shintō au sanctuaire Omura du village de Hidaka (préfecture de Kōchi).
Le reste de la catégorie, la majorité des œuvres, comprend des céramiques du Japon, et aussi de Chine ou de Corée, des boîtes laquées, des tissus décorés, parmi lesquels le Taima Mandala, une tapisserie représentant la Terre pure, tissée vers 763 et conservée au temple Taima, à Katsuragi, des objets précieux de temples ou de sanctuaires, comme des mikoshi et des miroirs sacrés, et des équipements militaires anciens, comme des armures et des casques de samouraïs. L'ensemble couvre plus d'un millénaire d'histoire de l'artisanat japonais du VIIe siècle (période Asuka) jusqu'au XVIIIe siècle (époque d'Edo),.

#### Calligraphies et œuvres littéraires classiques

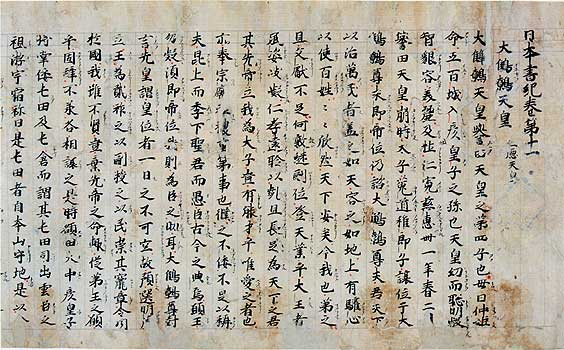
Section du 11e rouleau d'une édition du XIe siècle du Nihon Shoki, propriété de la fondation Maeda Ikutokukai.

Différents types de documents écrits composent cette catégorie : des écrits de la liturgie bouddhiques, des Classiques chinois, des œuvres littéraires, des biographies, des ouvrages d'histoire, des traités de droit, des dictionnaires et des partitions musicales. Plus de la moitié de l'ensemble de ces œuvres appartiennent à la période du Japon classique (époques de Nara et Heian (794 – 1185)),. Le plus ancien de ces biens culturels est le « Sutra prêché dans la matrice par le bodhisattva », un texte canonique du bouddhisme rapportant un enseignement du bouddha encore à l'état de fœtus dans le ventre de sa mère. Classé en 1952 et conservé au Chion-in de Kyoto, il se présente sous la forme de cinq rouleaux manuscrits dont trois datent de l'an 550 et sont originaires de la Chine de la dynastie Wei de l'Ouest (534 – 557). Des éditions de l'époque Heian du Nihon shoki, un recueil de chroniques historiques et mythologiques du Japon ancien, et une transcription de l'époque Nanboku-chō du Kojiki, une compilation de mythes concernant l’origine de l'archipel, font aussi partie de cette catégorie,.

#### Documents anciens

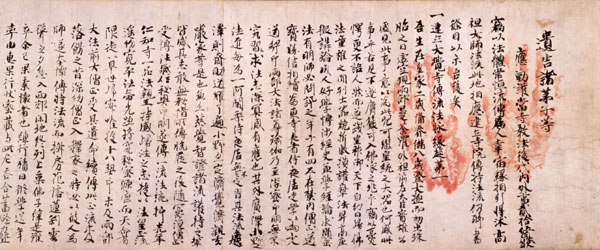
Testament de l'empereur Go-Uda (1267 – 1324).

Les pièces de collection de cette catégorie forment un ensemble de documents anciens qui ont trait à l'histoire du Japon. Elles sont conservées, pour plus de la moitié, dans des temples bouddhiques. Il s'agit de lettres calligraphiées au pinceau, de journaux intimes, de dossiers, de catalogues, de certificats, de décrets impériaux, de testaments, comme celui de l'empereur Go-Uda exposé à Kyoto dans le temple Daikaku de la secte Shingon, ou de cartes topographiques de la période Asuka jusqu'à l'ère Meiji,. Le plus ancien de ces documents est une épitaphe gravée sur un bloc de granite datant de la fin du VIIe siècle et classée en 1952. Ce vestige épigraphique, attribué à un fonctionnaire territorial du Japon antique, appartient au sanctuaire Kasaishi d'Ōtawara (préfecture de Tochigi).
Ces trésors nationaux constituent des témoignages sur les relations entre la Chine et le Japon — les Souvenirs d'un pèlerinage en Chine en quête de la loi du moine bouddhiste Ennin, par exemple, rapportent, sur quatre volumes, son séjour de neuf années dans l'empire du Milieu au IXe siècle —, l'arrivée et le développement du bouddhisme dans l'archipel, l'organisation de l’État à différentes périodes de l'histoire nationale et la vie à la cour impériale japonaise,.

#### Artéfacts

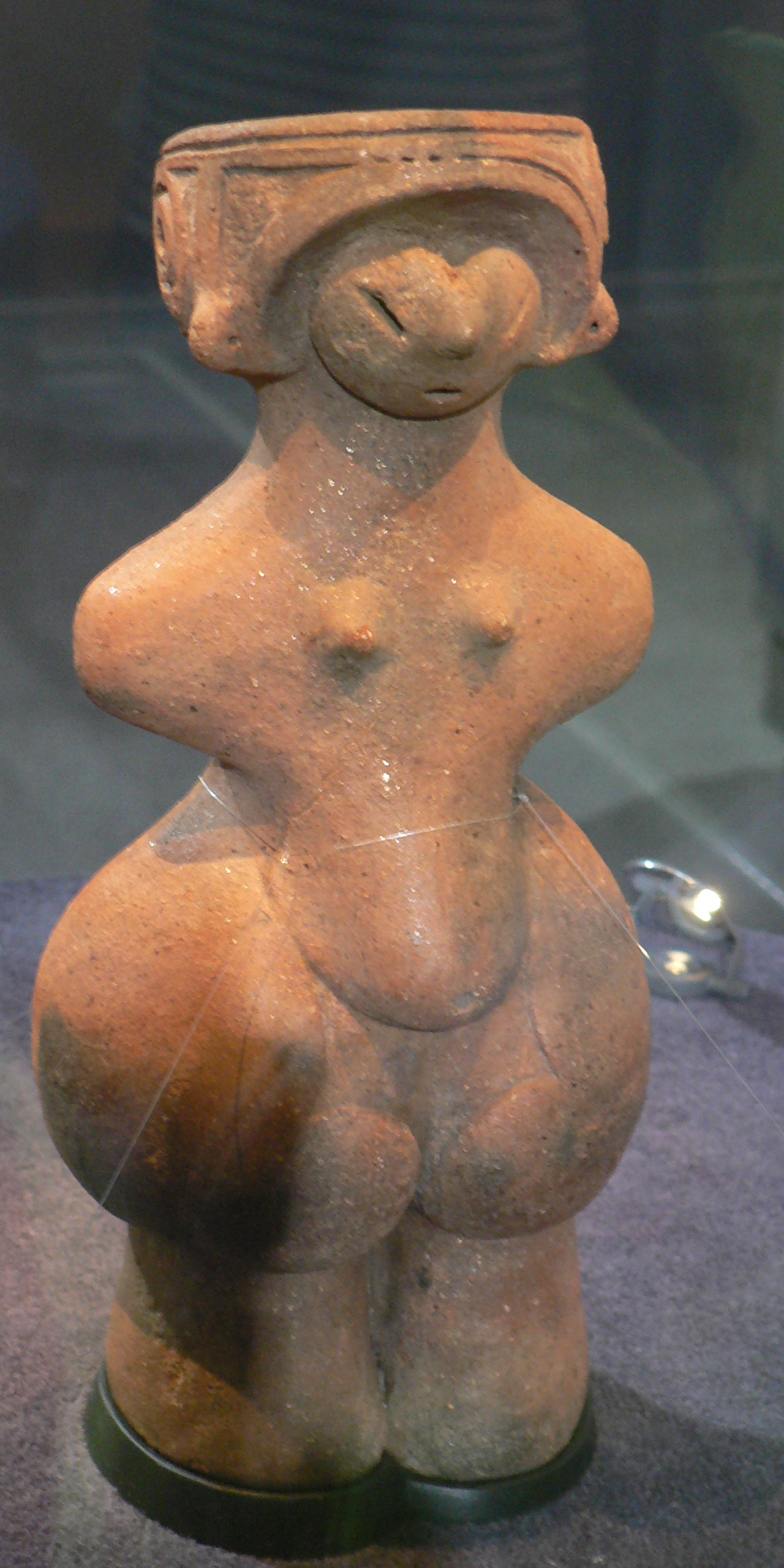
La Vénus de Jōmon.

La catégorie des artéfacts regroupe le produit de fouilles archéologiques menées aux quatre coins du pays. Des offrandes funéraires et des haniwa (figurines funéraires) ont été découverts dans des tumuli (kofun), des offrandes votives aux sommets ou aux flancs de montagnes, des objets de rites religieux dans les fondations de temples bouddhiques et des statuettes en terre cuite dans divers autres sites. Ces vestiges d'un passé lointain fournissent des indices permettant de reconstituer une partie de la vie des groupes humains qui ont peuplé le Japon de la période Jōmon (~15 000 – 300 av. J.-C.) à l'époque Nanboku-chō (1336 – 1392),. Le sceau du roi de Na, par exemple, découvert en 1784 sur l'île de Shikano, à Fukuoka, confirme l'existence du royaume Na et ses relations officielles, commerciales et diplomatiques, établies avec la Chine de la dynastie Han au Ier siècle. Les dogū de Chino (préfecture de Nagano) : la « Vénus de Jōmon » et la « Déesse masquée » (classée trésor national en 2014), révèlent que les hommes de la fin du Néolithique étaient animés non seulement d'un sentiment religieux mais aussi d'une sensibilité artistique.

#### Collections de biens historiques

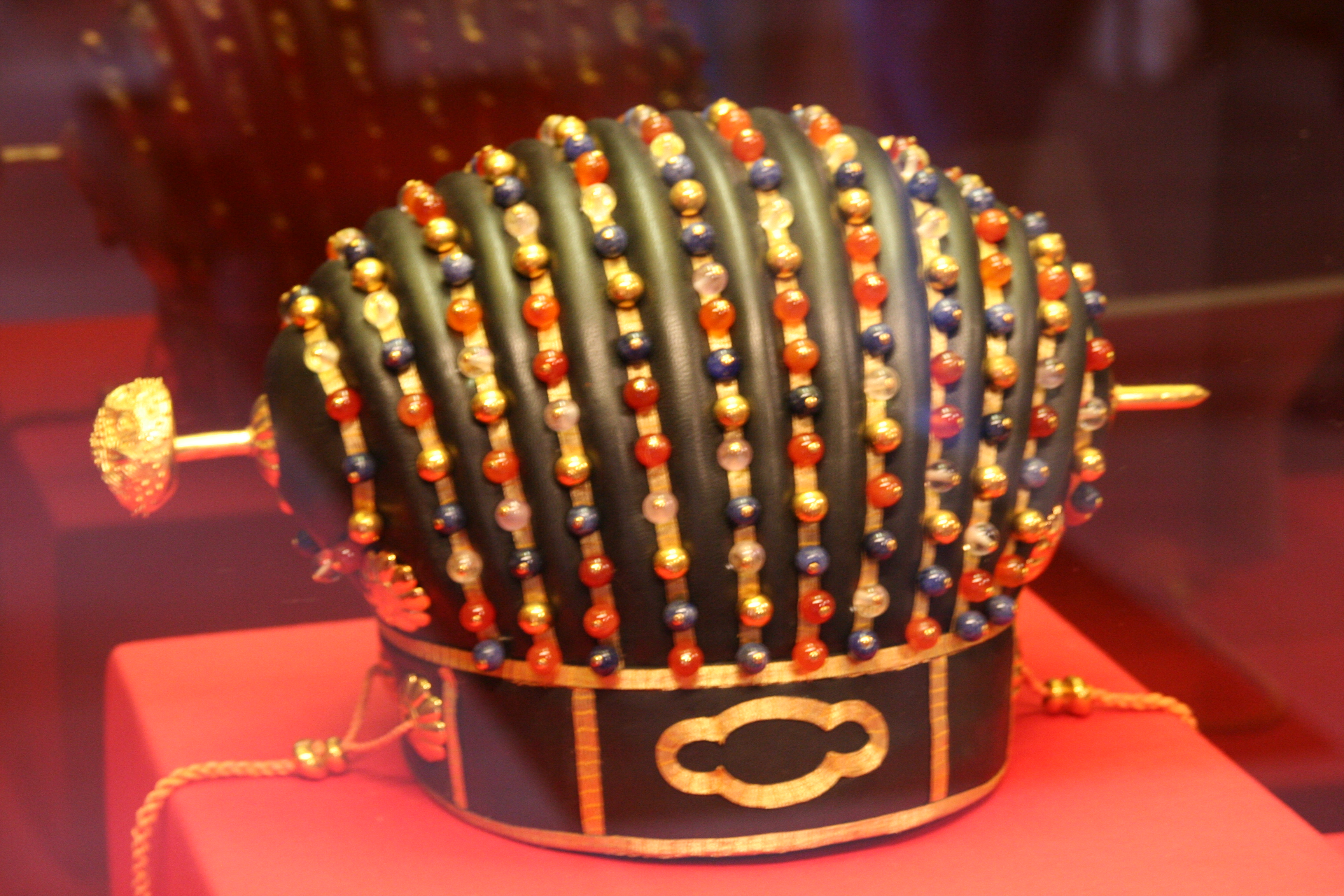
La couronne Hibenkan de Sa Majesté du royaume de Ryūkyū.

La catégorie des collections de biens historiques regroupe trois collections d'objets anciens de valeur historique constituées par des personnes privées. La première se compose de 1 251 pièces transmises dans la famille royale du royaume de Ryūkyū sur dix-neuf générations, du roi Shō En (1415 – 1476) à Shō Tai (1843 – 1901) de la seconde dynastie Shō. Elle comprend 1 166 documents écrits et 85 œuvres de l'artisanat fabriquées entre les XVe et XIXe siècles dont une couronne et des kimonos de cérémonie ayant appartenu au roi. Cet ensemble de biens culturels, classé depuis 2006, est exposé au musée d'histoire de Naha, à Naha, capitale de la préfecture d'Okinawa. La deuxième collection réunit 47 objets (un certificat de citoyenneté de Rome, des images pieuses, un portrait du pape Paul V, des rosaires, des vêtements de prêtre, divers documents, un kriss indonésien et une dague de Ceylan) ramenés par Hasekura Tsunenaga (1571 – 1622), un samouraï de Sendai, vassal du daimyo Date Masamune, de l'ambassade qu'il dirigea et qui le conduisit en Europe, via la Nouvelle-Espagne, entre 1613 et 1620.
Classée en 2001 et inscrite en 2013 au Registre international Mémoire du monde, elle est exposée au musée de la ville de Sendai (préfecture de Miyagi),.
La ville de Katori (préfecture de Chiba) conserve, dans un musée dédié, 2 345 pièces historiques d'Inō Tadataka, cartographe qui réalisa la première carte topographique de son pays au début du XIXe siècle. Des centaines de cartes, de croquis techniques, des comptes rendus d'études topométriques, des lettres manuscrites, des traités scientifiques et des instruments de mesure (un taximètre, un odomètre, des quadrants et des appareils de mesure de la longitude) forment cette collection promue trésor national du Japon en 2010,.

## Mise en application de la loi
La loi sur la protection des biens culturels votée en 1950 et ses amendements successifs définissent le cadre légal pour la protection, la conservation et la présentation au public des biens culturels du Japon.

### Mesures de protection et de conservation

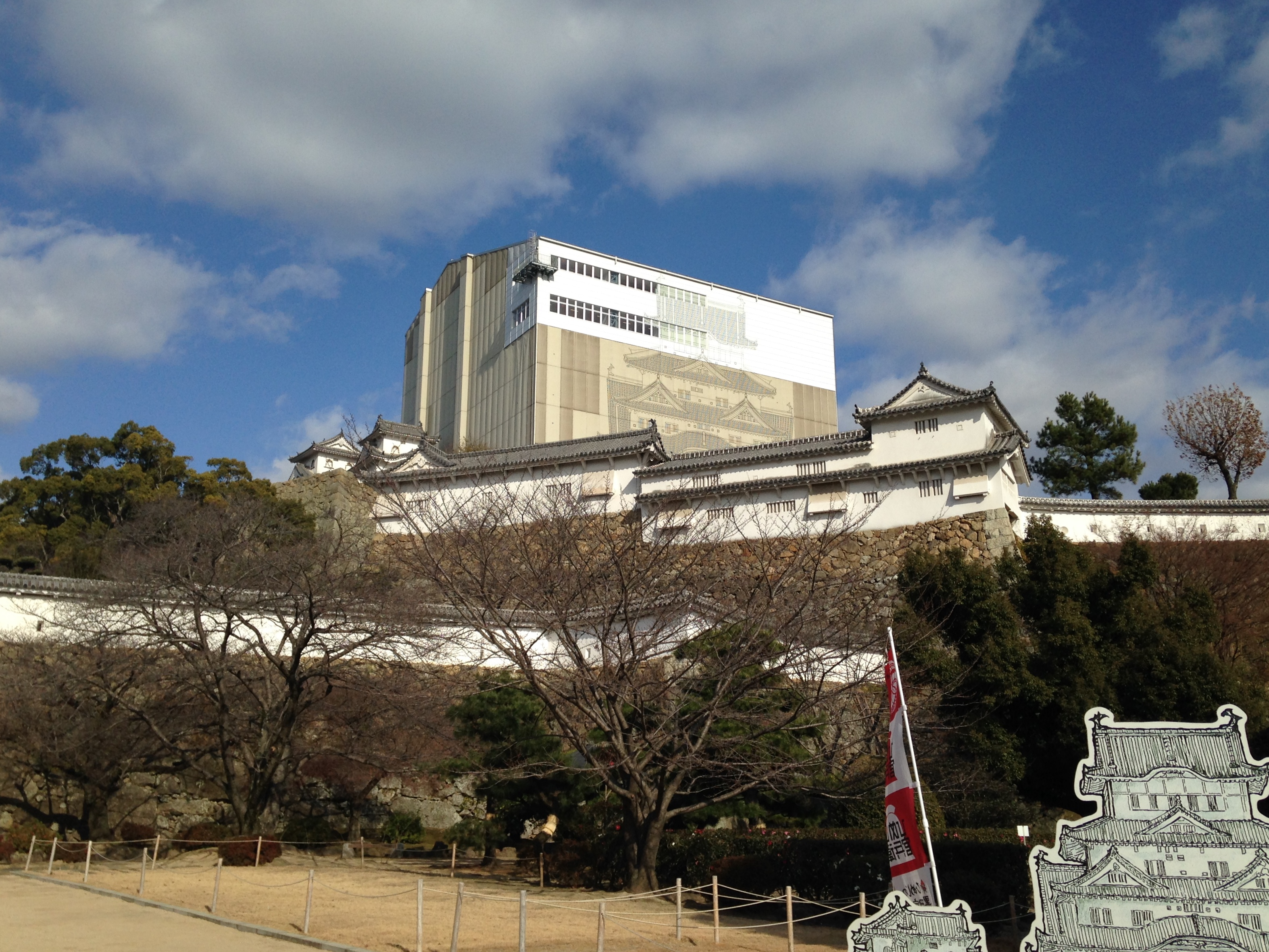
Le donjon principal du château de Himeji en cours de réfection (2013).

Plusieurs articles de la loi sur la protection des biens culturels précisent les modes de protection et de préservation des biens culturels tangibles importants. Aucun ne concerne en particulier les trésors nationaux auxquels s'applique la réglementation établie pour l'ensemble des biens culturels tangibles importants ; la loi prend toutefois un caractère spécifiquement obligatoire lorsqu'un trésor national nécessite une réparation.
Selon les termes de la loi, le propriétaire d'un bien culturel matériel classé par le gouvernement a la responsabilité d'en assurer la garde, la conservation et, le cas échéant, la réparation. De plus, il doit avertir l'agence pour les Affaires culturelles en cas de perte ou d'endommagement du bien possédé, obtenir son approbation avant tout transfert de propriété, déplacement, notamment une exportation, ou toute altération du bien. La loi prévoit que les pouvoirs publics peuvent apporter leur assistance ou se substituer au propriétaire en cas de défaillance de celui-ci, et subventionner le coût d'éventuelles réparations,. Des dispositions légales permettent d'accorder au propriétaire d'un bien culturel matériel classé des réductions de taxes en cas de legs ou de donation à un tiers privé. Des exemptions fiscales sur le revenu sont consenties lorsque le bien est transmis à une institution gouvernementale locale ou nationale, et le classement d'un édifice autorise des exemptions de taxes sur la propriété,. Aussi, le gouvernement japonais dispose d'un droit de préemption lorsqu'un bien culturel matériel important classé est mis en vente par son propriétaire. Les citoyennes et citoyens japonais sont encouragés à contribuer à toutes les actions visant à protéger le patrimoine culturel national.

### Présentation au public des trésors nationaux
De par la loi, tout propriétaire d'un bien culturel tangible classé a la responsabilité de son exposition au public. De son côté, l'agence pour les Affaires culturelles peut émettre des recommandations auprès d'un propriétaire pour favoriser l'accès du public au bien culturel qu'il détient. La recommandation devient une injonction légale lorsque le propriétaire perçoit une subvention de l'État concernant le bien culturel qu'il possède ; la présentation au public est cependant limitée dans le temps.

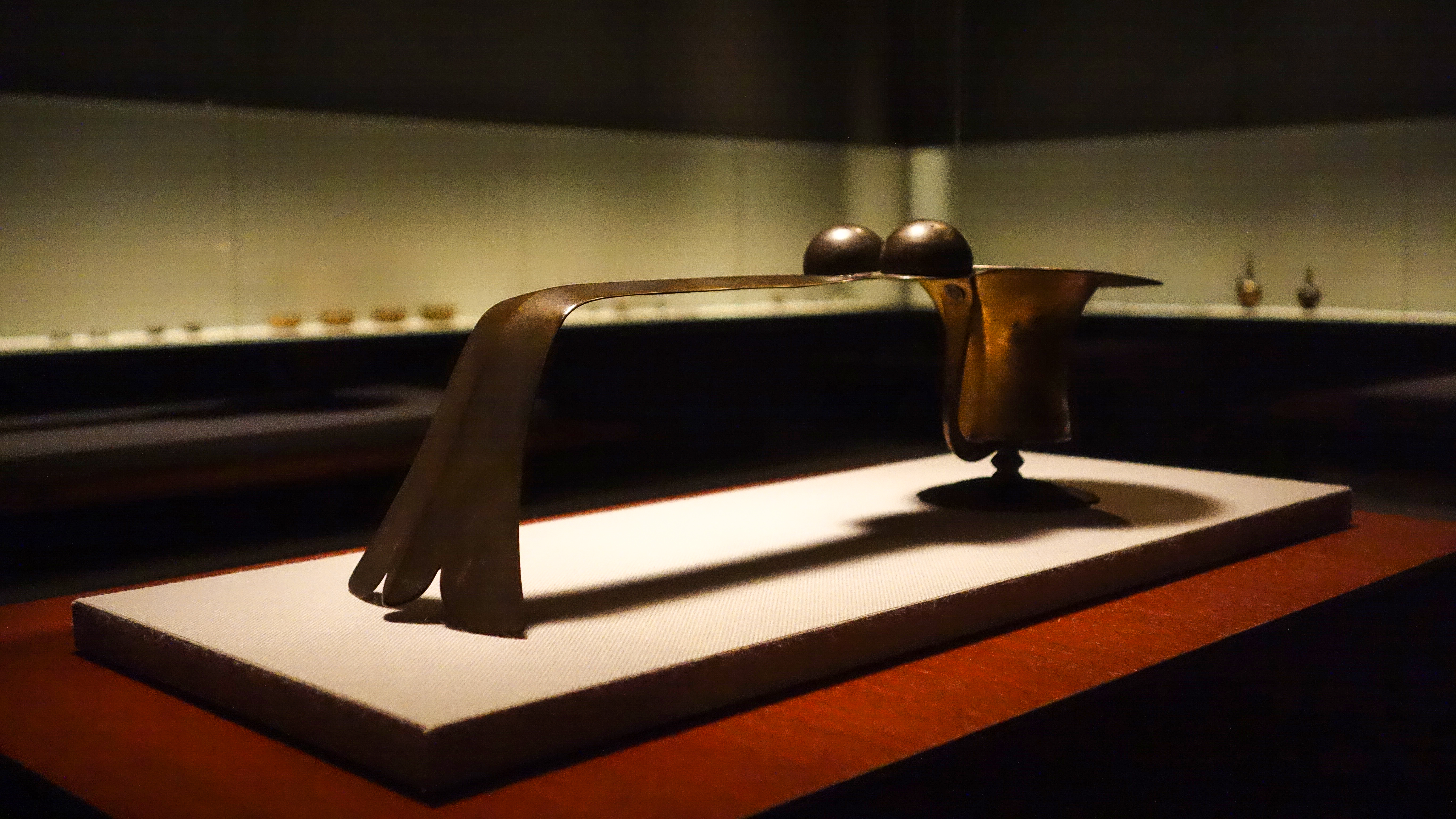
Musée national de Tokyo : exposition d'un brûle-parfum en bronze du Hōryū-ji, œuvre classée du VIIe siècle (période Asuka).

En plus de la protection et la conservation du patrimoine culturel du Japon, l'État japonais organise sa présentation au public en soutenant les initiatives locales et l'activité du National Institutes for Cultural Heritage, un organisme indépendant réunissant les musées nationaux de Kyūshū, Tokyo, Kyoto, Nara et trois centres de recherches consacrés à l'étude du patrimoine culturel,. Par une loi, promulguée en décembre 1998, il a mis en place un système de prêt permettant aux propriétaires privés d'une œuvre d'art classée de la mettre à disposition d'un musée pour au moins cinq ans,,. En 2015, grâce à ce système de prêt, 67 collections de biens culturels, rassemblant 8 377 pièces dont quelques trésors nationaux, ont été exposées publiquement dans divers musées du pays. Le musée d'art de la ville de Fukuyama (préfecture de Hiroshima), par exemple, expose l'Aizu Shintōgo, un tantō de l'époque de Kamakura, œuvre du forgeron Shintōgo Kunimitsu autrefois détenue par Gamō Ujisato, un seigneur féodal de l'époque Sengoku. Classée trésor national en 1951, cette dague japonaise, issue de la collection privée d'une entreprise et prêtée au musée depuis 2010, bénéficie de l'attention d'experts en conservation préventive,.
En outre, chaque année, au musée national de Tokyo, l'agence pour les Affaires culturelles présente au public les trésors nationaux et biens culturels tangibles importants récemment classés. De même, elle organise à l'étranger une exposition intitulée « Culture du Japon », au cours de laquelle elle met en valeur l'histoire et la culture du pays en exhibant des trésors nationaux.
| Musée national                                   | Trésors nationaux | Visiteurs | Visiteurs | Visiteurs |
| Musée national                                   | 2016              | 2015      | 2004      | 1993      |
| Kyoto                                            | 119 (91)          | 653 336   | 269 000   | 348 000   |
| Kyūshū                                           | 5 (2)             | 884 128   | -         | -         |
| Nara                                             | 67 (54)           | 455 859   | 365 000   | 306 000   |
| Tokyo                                            | 142 (55)          | 1 994 508 | 1 528 000 | 626 000   |
| Total                                            | 333 (202)         | 3 987 831 | 2 162 000 | 1 280 000 |
| * Entre parenthèses, le nombre d'œuvres prêtées. |                   |           |           |           |

## Statistiques
L'agence pour les Affaires culturelles met à disposition du public un site internet en japonais : « Cultural Heritage Online ». Il s'agit d'une base de données répertoriant tout le patrimoine national identifié par le gouvernement japonais. Une fiche descriptive est accessible pour chaque trésor national. En, 2016, la base contient 874 entrées correspondant à l'ensemble des œuvres des beaux-arts et de l'artisanat recensées ; 222 correspondent aux œuvres architecturales dont certaines sont regroupées sur une même fiche,. En septembre 2017, il y avait 1 101 trésors nationaux.

### Distribution géographique
En 2016, la région du Kansai rassemble 60 % de l'ensemble des trésors nationaux (55 % des œuvres des beaux-arts et de l'artisanat et 74 % des œuvres architecturales) ; Nara, Kyoto et Tokyo, les trois capitales historiques du Japon, 62 % (65 % des œuvres des beaux-arts et de l'artisanat et 52 % des œuvres architecturales). Parmi les quarante-sept préfectures que compte l'archipel japonais, seules la préfecture de Tokushima sur l'île de Shikoku et celle de Miyazaki, sur l'île de Kyūshū, ne possèdent aucun trésor national,.
10 % des trésors nationaux viennent d'un pays étranger, en majorité de Chine.

Répartition des trésors nationaux par préfecture
Catégorie des œuvres architecturales.
Catégorie des beaux-arts et de l'artisanat.

### Distribution historique
De l'artéfact le plus ancien à l'œuvre architecturale la plus récente, l'ensemble des trésors nationaux donne un large aperçu de l'histoire du Japon,.
Les artéfacts classés révèlent les pratiques religieuses des habitants du Japon de la période Jōmon (~15 000 – 300 av. J.-C.) à l'époque Nanboku-chō (1336 – 1392). Les édifices bouddhiques, répertoriés du VIIe siècle au début du XIXe siècle, caractérisent les différentes périodes d'influence continentale, de Chine et de Corée. Les châteaux rappellent l'époque Sengoku (milieu du XVe siècle – fin du XVIe siècle), période d'instabilité sociale, politique et de développement de conflits militaires dans tout le pays.
Bien que les premières constructions de la religion autochtone, le shintō, précèdent celles du bouddhisme, les plus anciennes œuvres shintoïstes classées sont relativement récentes (XIIe siècle), le rituel très répandu de reconstruction périodique des lieux sacrés du shintō ne permettant pas de conserver l'authenticité des matériaux de construction.
Les œuvres d'art, les peintures en particulier, et celles de l'artisanat rendent compte de l'adaptation locale des techniques artistiques et industrielles importées du continent et, de manière plus importante à partir du milieu du XIXe siècle, de l'Occident. Les documents anciens, les œuvres scripturales et les collections de biens historiques renseignent sur la mythologie et l'histoire du Japon du VIIe siècle jusqu'au début du XXe siècle.

## Trésors nationaux et patrimoine culturel mondial
Ce n'est qu'en 1992 que le Japon ratifie la Convention concernant la protection du patrimoine mondial, culturel et naturel, adoptée vingt ans plus tôt par la Conférence générale de l’UNESCO réunie à Paris,. Bien que la pratique japonaise de reconstruction périodique à l'identique de lieux de mémoire soit incompatible avec les critères d'authenticité définis dans la Convention de l'UNESCO,, à partir des années 1990, le gouvernement japonais envisage d'exploiter les richesses patrimoniales de l'archipel, notamment comme nouvel axe de sa « diplomatie culturelle ». Il lui importe désormais d'accroître le rayonnement international du Japon et son attractivité touristique auprès du public étranger, et de satisfaire les demandes pressantes d'amélioration du cadre de vie émanant d'organisations citoyennes locales,. C'est pourquoi l'agence pour les Affaires culturelles précise que, parmi les biens culturels importants, « ceux qui sont considérés comme particulièrement précieux du point de vue de la culture universelle sont désignés et protégés comme des trésors nationaux », et affirme, dans la présentation de ses objectifs annuels, sa volonté de proposer l'inscription de trésors nationaux à la liste du patrimoine culturel mondial,.

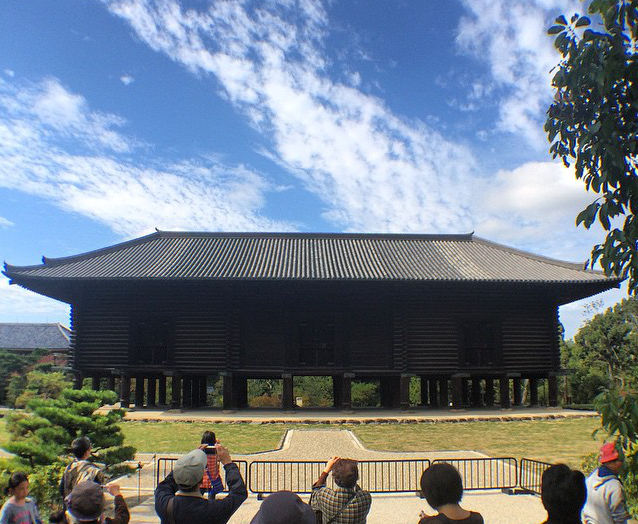
Le Shōsō-in du temple Tōdai, à Nara (2014).

En 2016, parmi les seize sites du Japon inscrits au patrimoine mondial culturel, neuf rassemblent au moins un trésor national de la catégorie des œuvres architecturales et environ 31 % de l'ensemble de la catégorie (89 œuvres), les sept autres sites appartiennent à d'autres catégories du patrimoine national japonais, le mémorial de la paix d'Hiroshima, par exemple, a été classé site historique en 1995, un an avant son inscription au patrimoine mondial. Les trois quarts des trésors nationaux inscrits sont situés dans la région du Kansai et la moitié dans la seule préfecture de Nara. Les monuments historiques inscrits de l'ancienne Nara comprennent l'unique trésor de la maison impériale classé trésor national : le Shōsō-in, le magasin du trésor impérial du temple Tōdai dont l'accès est interdit au public,,. De fait, les biens de la famille impériale, comme la villa impériale de Katsura de Kyoto, sont maintenus hors du classement patrimonial national ; leur protection est entièrement assurée par la seule agence de la maison impériale — un classement national impliquerait, en particulier, un droit de regard gouvernemental sur leur administration et l'obligation de leur exposition au public,.
| Année d'inscription | Site (UNESCO)                                                                              | Trésors nationaux | Région  |
| ------------------- | ------------------------------------------------------------------------------------------ | ----------------- | ------- |
| 1993                | Monuments bouddhiques de la région d'Hōryū-ji                                              | 19                | Kansai  |
| 1993                | Himeji-jō                                                                                  | 5                 | Kansai  |
| 1994                | Monuments historiques de l'ancienne Kyoto                                                  | 27                | Kansai  |
| 1996                | Sanctuaire shintō d'Itsukushima                                                            | 1                 | Chūgoku |
| 1998                | Monuments historiques de l'ancienne Nara                                                   | 25                | Kansai  |
| 1999                | Sanctuaires et temples de Nikkō                                                            | 6                 | Kantō   |
| 2004                | Sites sacrés et chemins de pèlerinage dans les monts Kii                                   | 4                 | Kansai  |
| 2011                | Hiraizumi – Temples, jardins et sites archéologiques représentant la Terre Pure bouddhiste | 1                 | Tōhoku  |
| 2014                | Filature de soie de Tomioka et sites associés                                              | 1                 | Kantō   |

## Les trésors nationaux dans la culture japonaise
Les trésors nationaux du Japon constituent des lieux de mémoire de l'histoire du Japon et des symboles de la richesse patrimoniale du pays. De plus, ils représentent des sites touristiques renommés, et incluent des lieux de pèlerinage et des objets religieux vénérés. En conséquence, ils apparaissent dans de nombreuses représentations picturales comme des estampes ukiyoe, des cartes postales, des pièces de monnaie, ou encore des timbres. Des romans d'écrivains japonais réputés les évoquent. En 1956, Yukio Mishima publie Le Pavillon d'or, une œuvre dont l'intrigue se base sur le fait divers de l'incendie du Kinkaku-ji survenu en 1950 et qui a entraîné le déclassement du monument emblématique de l'ancienne capitale impériale. Yasunari Kawabata, prix Nobel de littérature en 1968, situe une scène de sa nouvelle « Kyōto » dans l'enceinte du Kiyomizu-dera, un temple bouddhique aussi mis en valeur par le cinéaste Yasujirō Ozu dans son œuvre cinématographique de 1949 : Printemps tardif,.

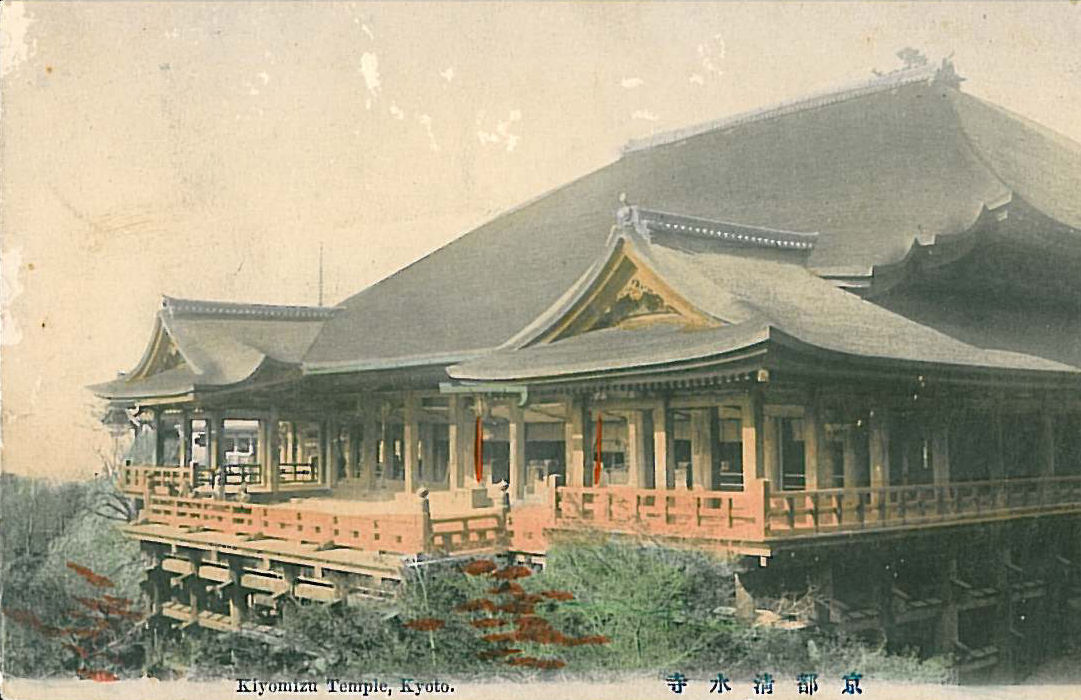
Carte postale du Kiyomizu-dera de Kyoto (début du XXe siècle).
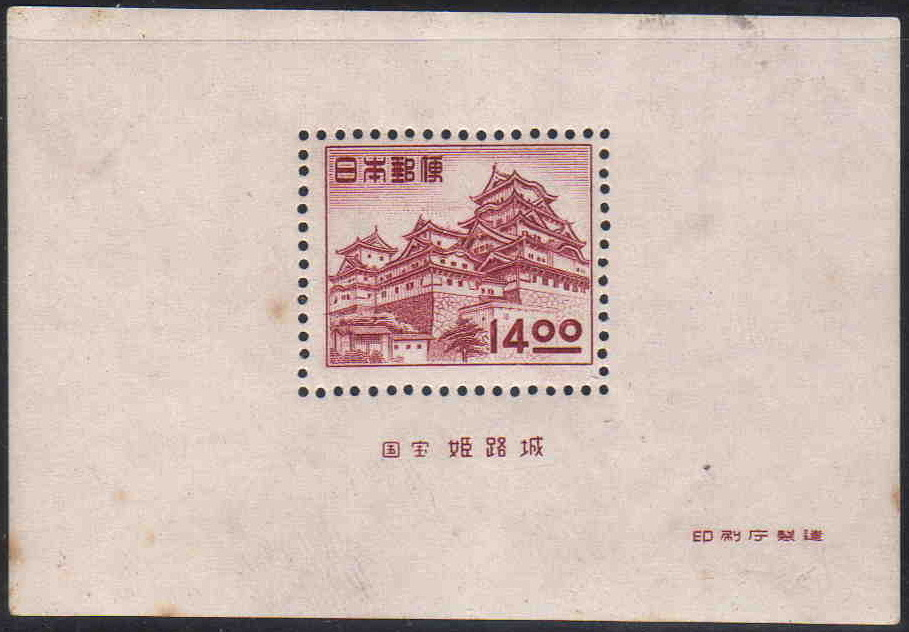
Timbre souvenir, à l'occasion du classement du château de Himeji (1951).
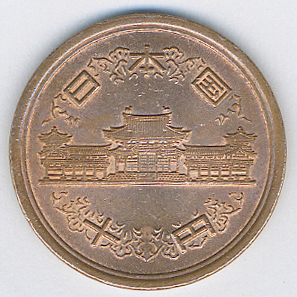
Pièce de 10 yen figurant le hall du Phénix du Byōdō-in d'Uji.
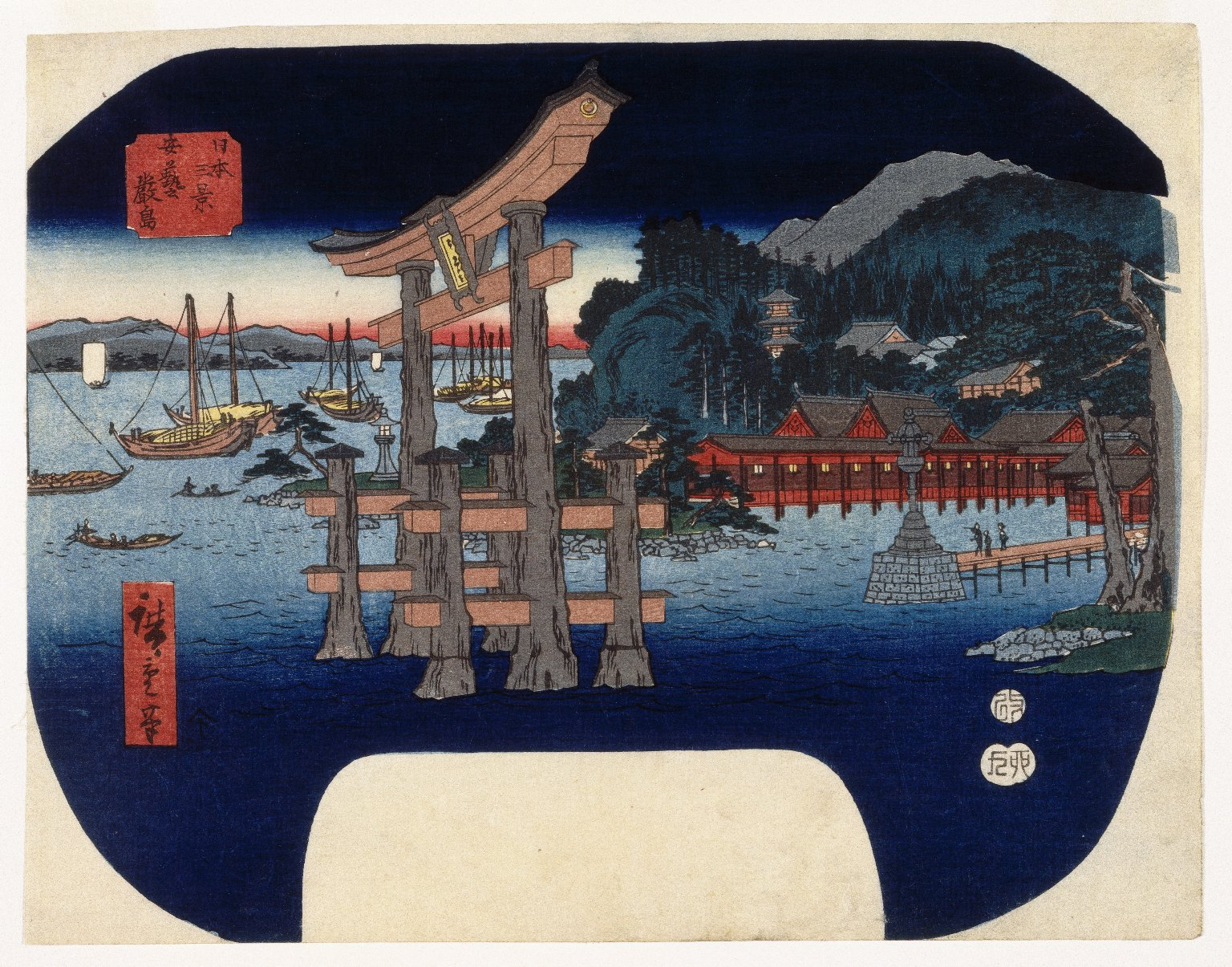
Estampe de Hiroshige : Itsukushima dans la province d'Aki (milieu du XIXe siècle).